# Biserica de lemn din Mierța

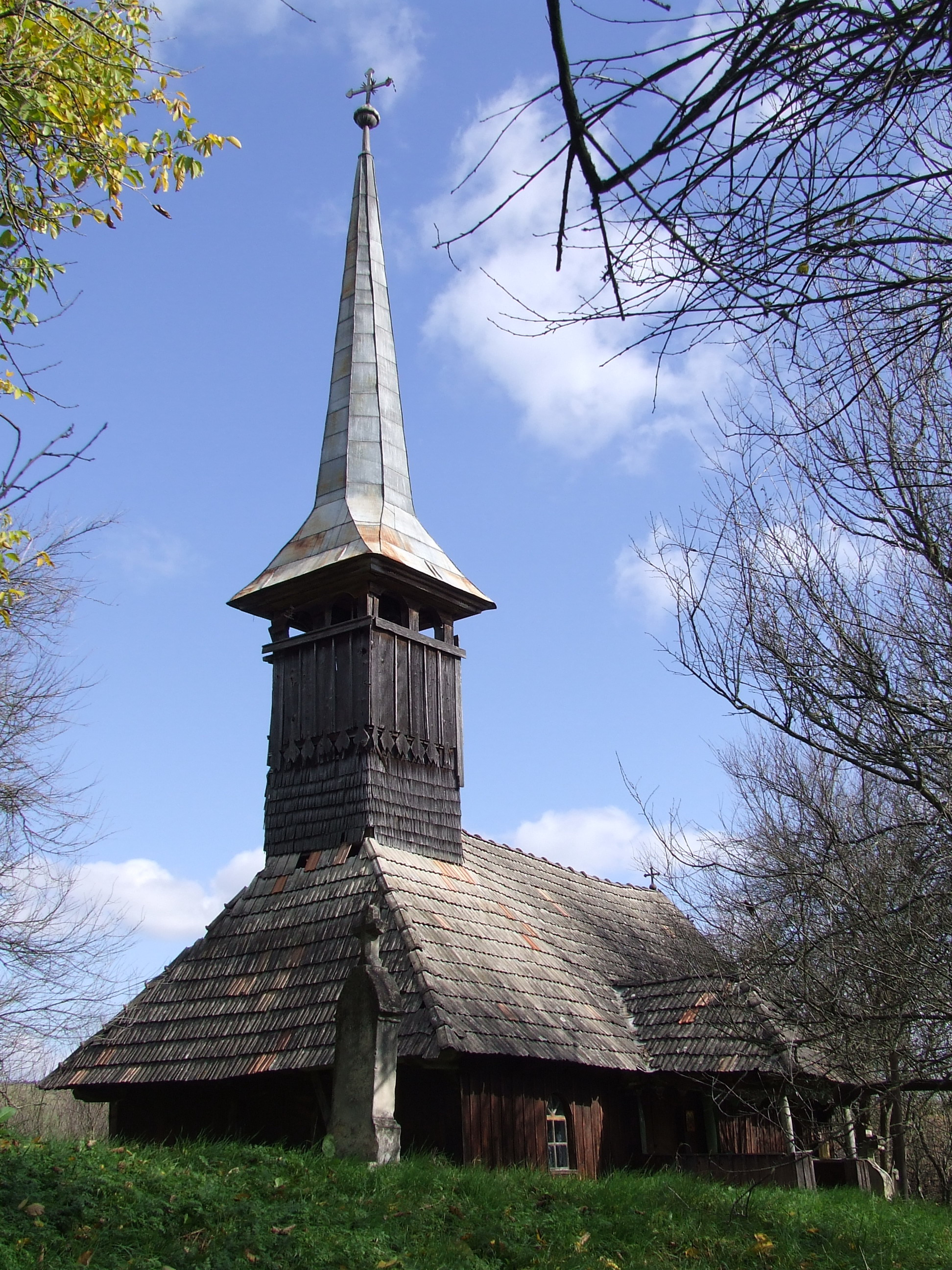
Biserica de lemn din Mierta, foto: octombrie 2007.

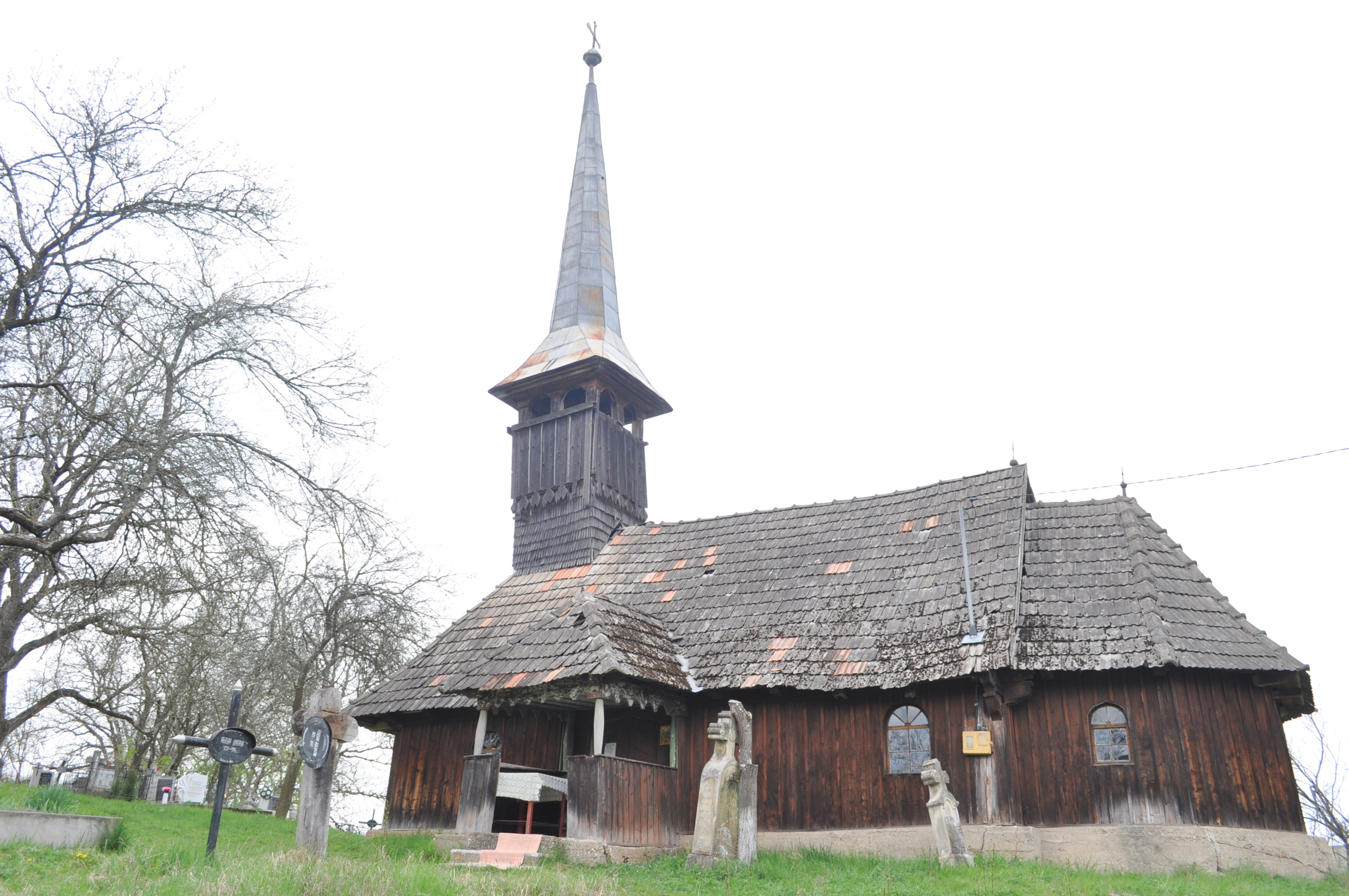
Biserica de lemn „Pogorârea Sfântului Duh” din Mierta, comuna Cuzăplac, județul Sălaj, foto: aprilie 2015.

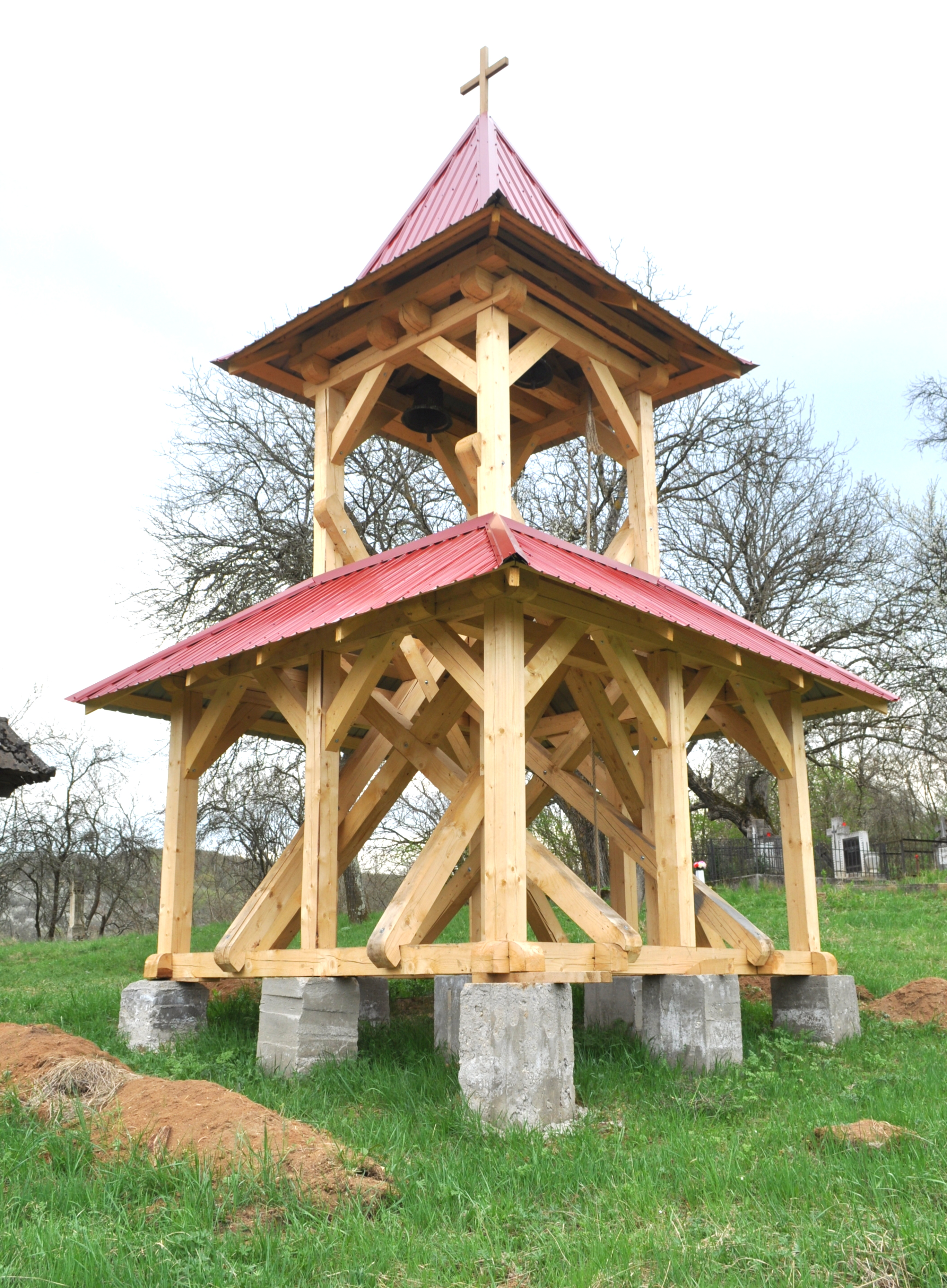
Clopotniţa

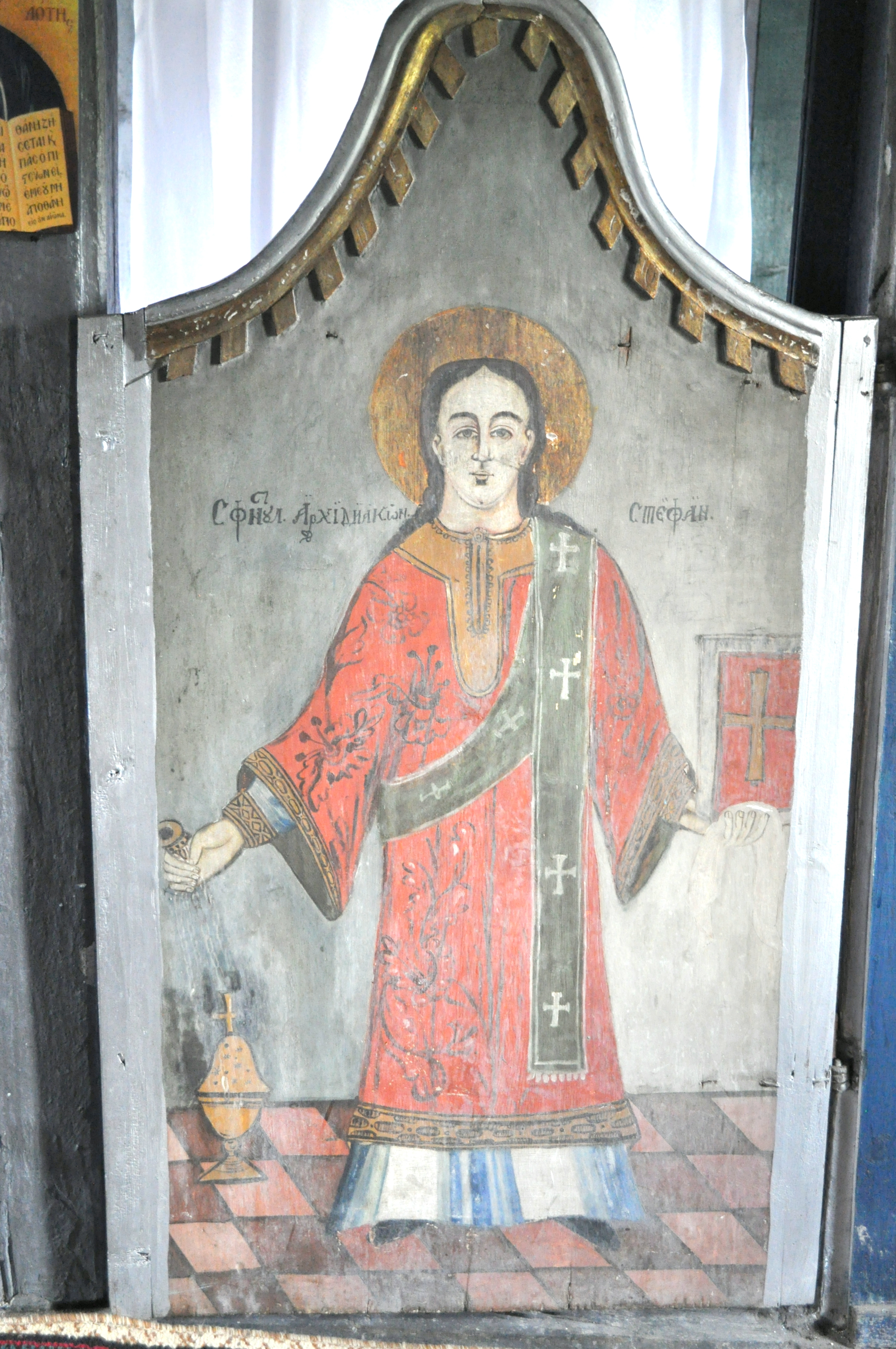
Ușă diaconească: Sfântul arhidiacon Ştefan

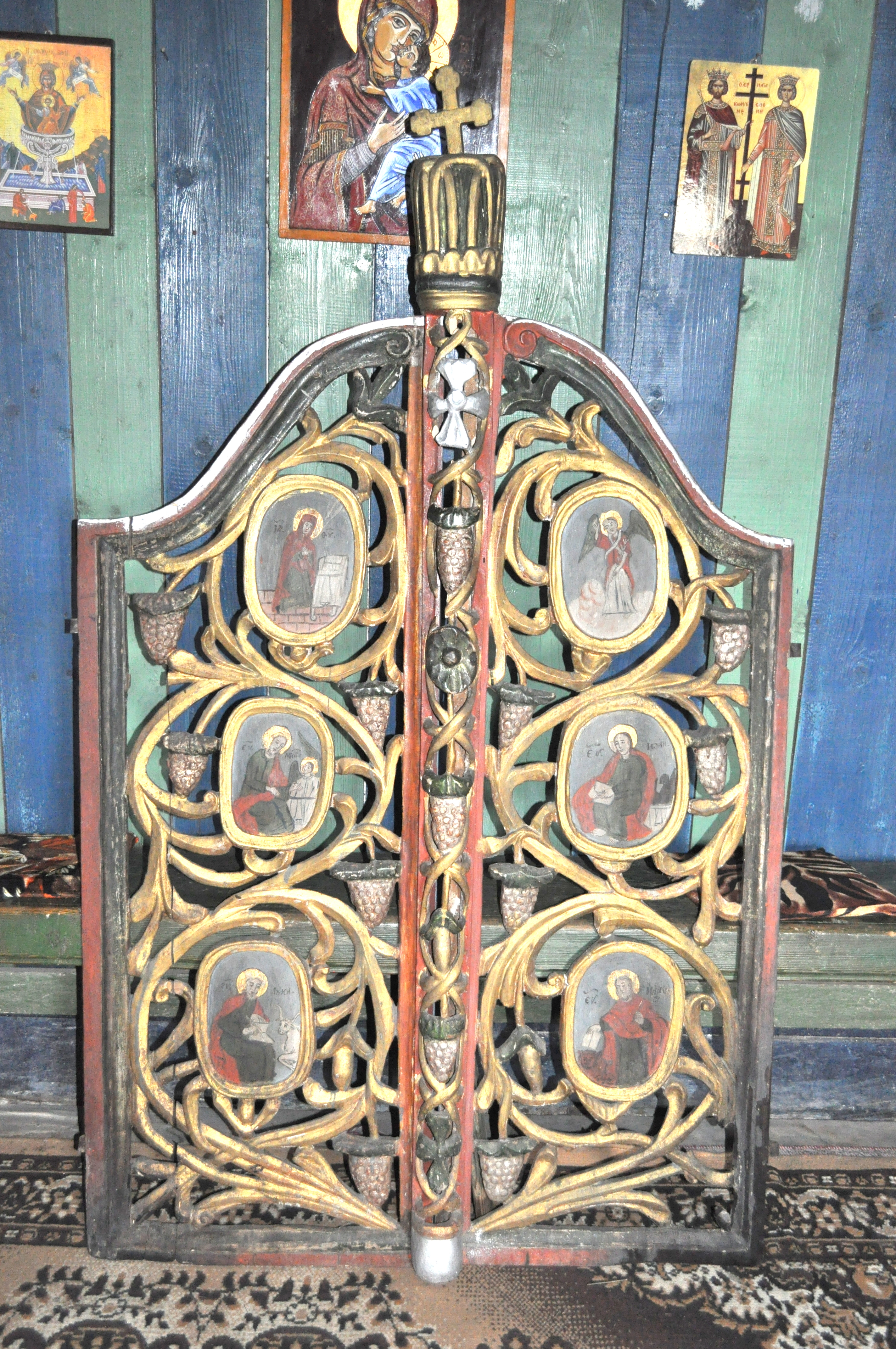
Uşile împărăteşti: „Evangheliştii”, „Buna Vestire”.

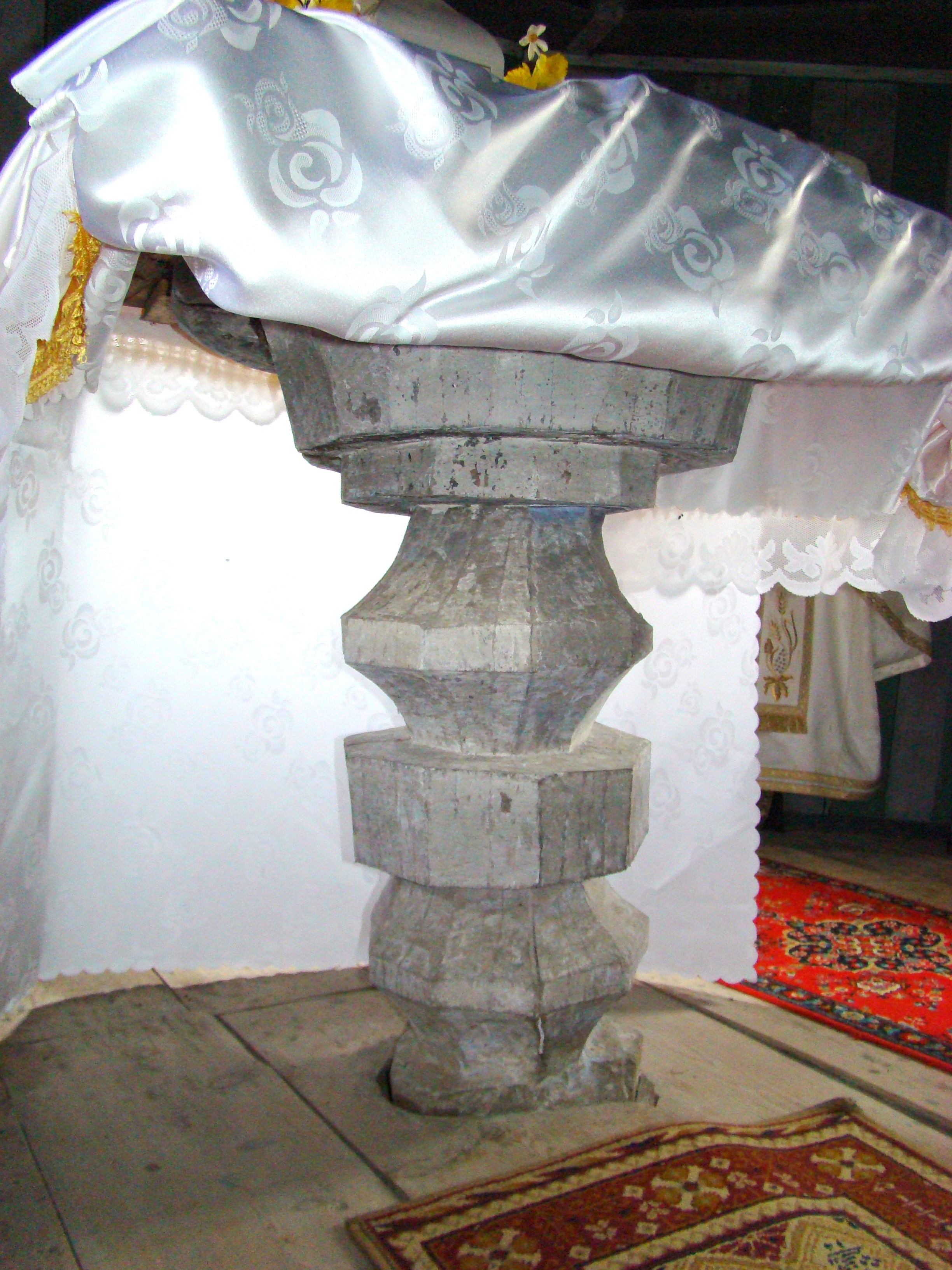
Piciorul mesei altarului

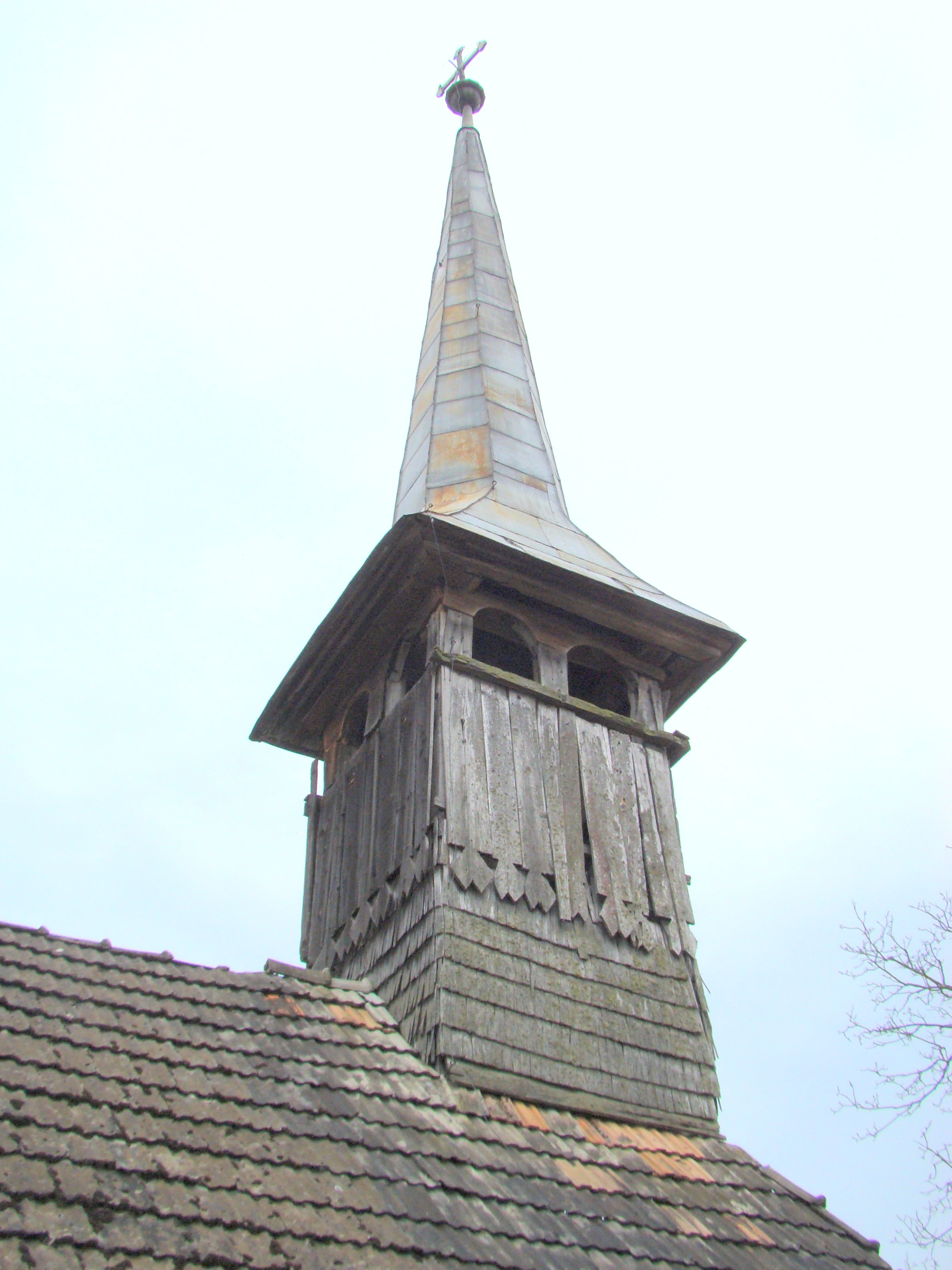
Turnul bisericii

Biserica de lemn din Mierța se află în localitatea Mierța din județul Sălaj și a fost construită ca biserică română unită (greco-catolică) în anul 1857. Edificiul nu se află pe noua listă a monumentelor istorice, deși este reprezentativ pentru mijlocul secolului al XIX-lea.

## Istoric și trăsături
Biserica veche de lemn cu hramul „Pogorârea Sfântului Duh” din parohia Mierța a fost construită în anul 1857 prin contribuția credincioșilor, la îndemnul preotului de atunci Gheorghe Meseșan. Anul a fost notat de preot pe fila uneia din cărțile de cult din patrimoniul parohiei. Lucrarea a fost realizată de meșterul Ștefan Alexa din satul Bercea, ajutat de credincioși, în frunte cu primul corator Ioan Ranta. De-a lungul timpului au fost efectuate numeroase modificări și lucrări de reparații. În timpul păstoririi preotului Remus Mureșan, care a fost paroh între anii 1938-1963, s-a turnat o centură de beton la temelie, s-au bătut de asemenea scânduri în exterior pentru o mai bună termoizolare, s-a acoperit biserica cu țiglă. Biserica nu are pictură la interior, iar în anul 1966, la îndemnul preotului Constantin Chirițoiu, paroh între anii 1963-1972, bârnele au fost căptușite la interior cu scânduri din brad. În anul 1972 preotul suplinitor Florian Leontin împreună cu credincioșii și primul corator Teofil Ranta au acoperit turnul bisericii cu tablă zincată. Interiorul este auster, doar  ușile împărătești contrastând cu simplitatea bisericii.
Biserica este într-un stadiu avansat de degradare. În data de 17 martie 2013 episcopul Petroniu Florea a sfințit piatra de temelie a unei biserici noi.

## Imagini din exterior

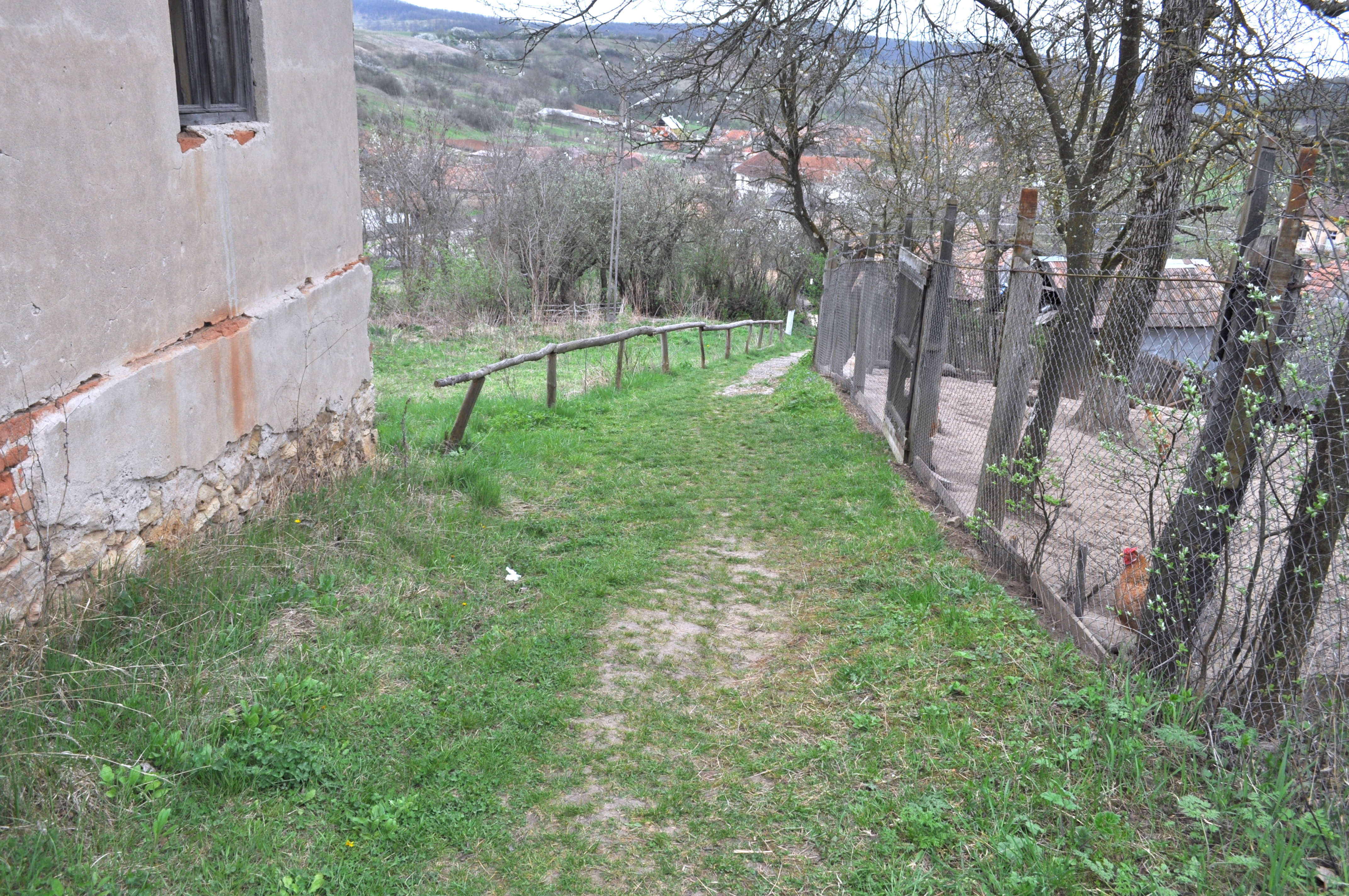
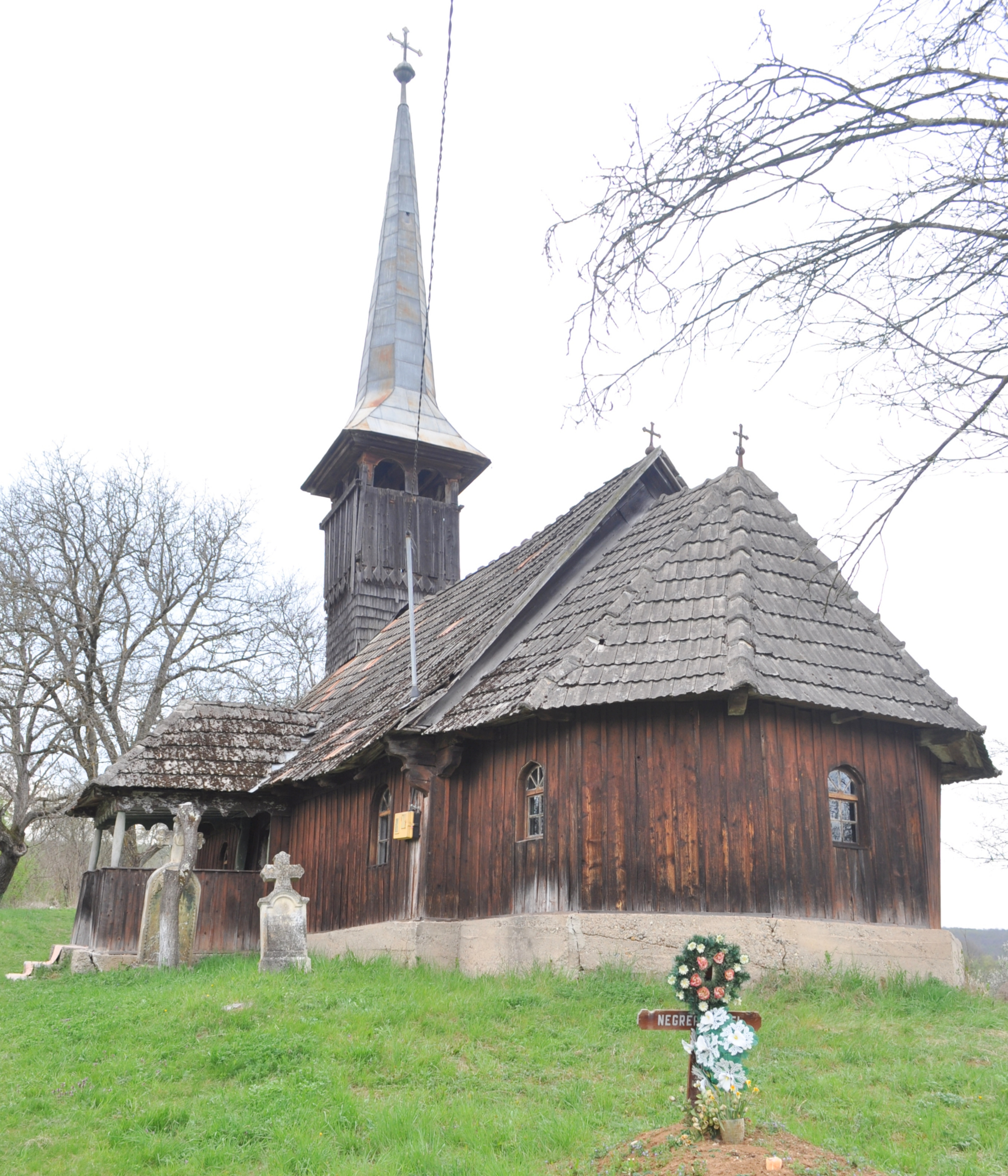
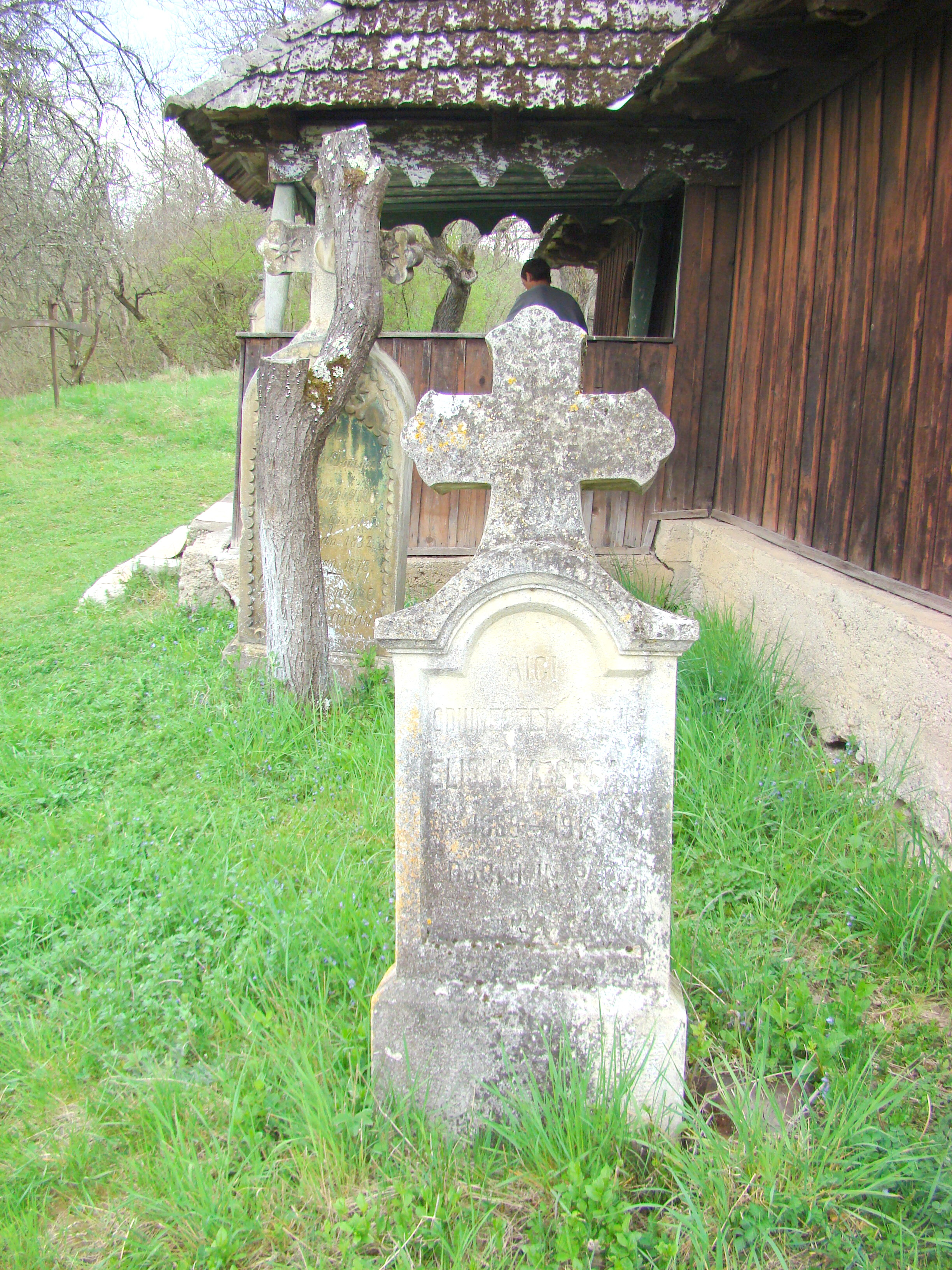
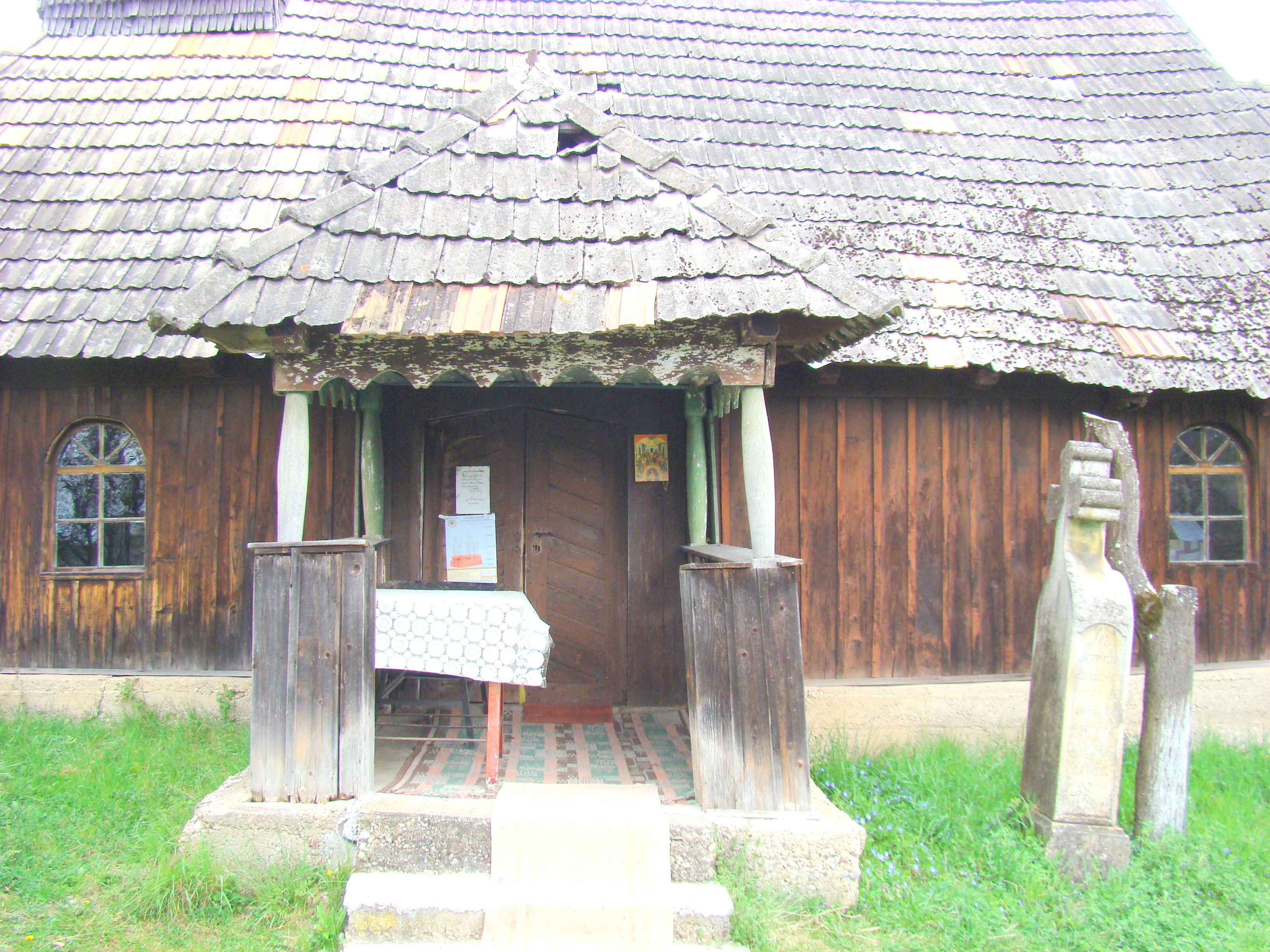
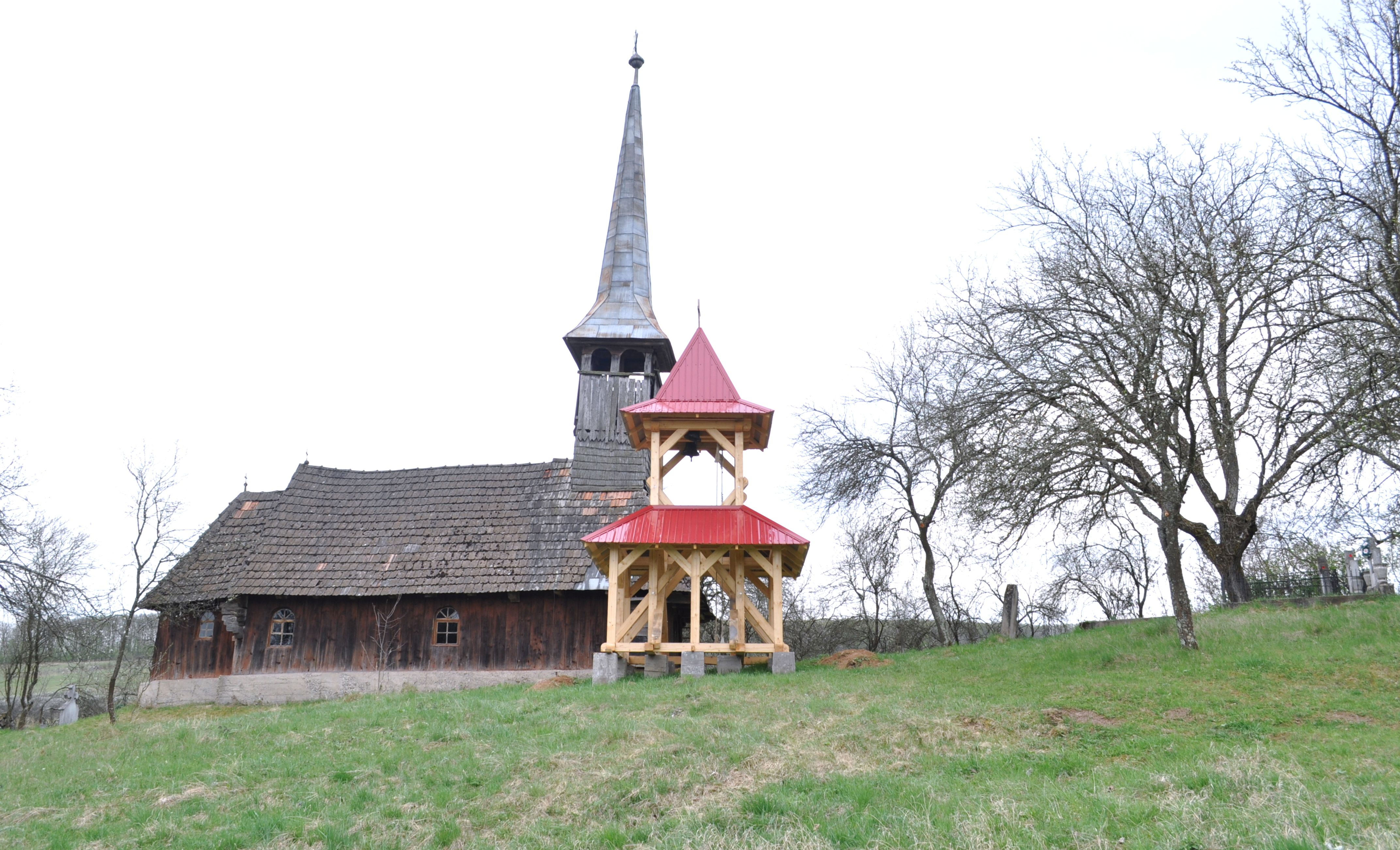
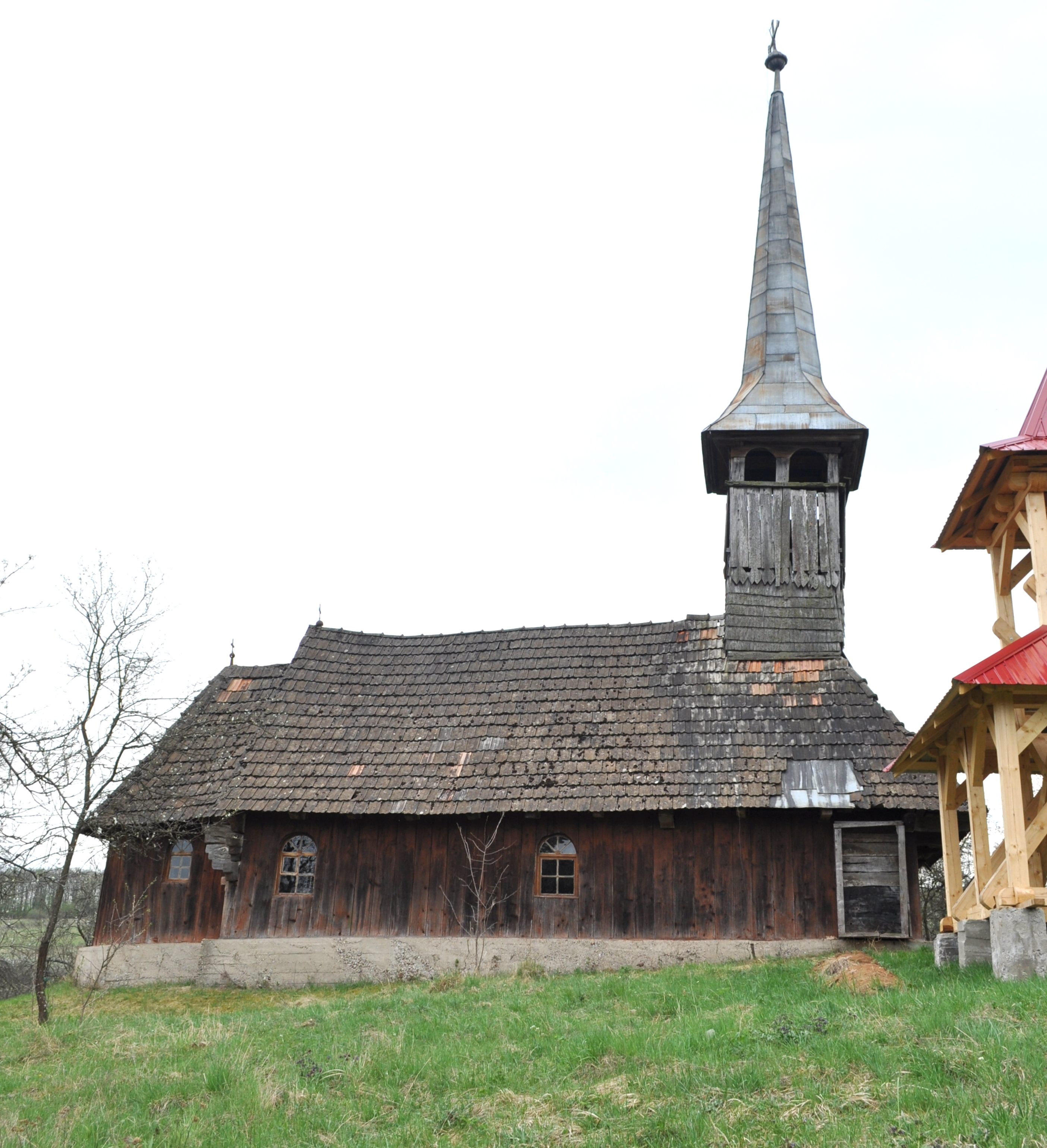
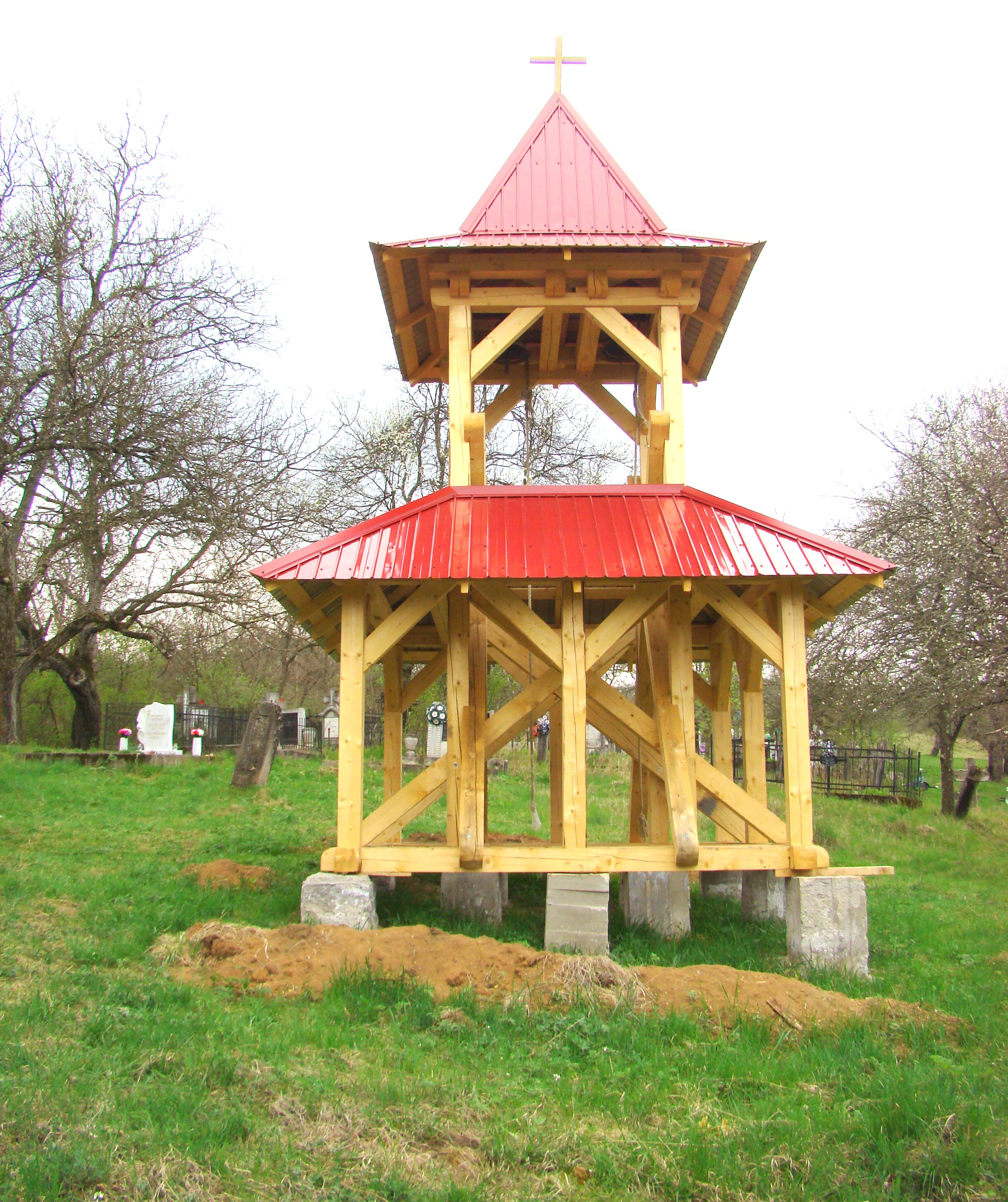
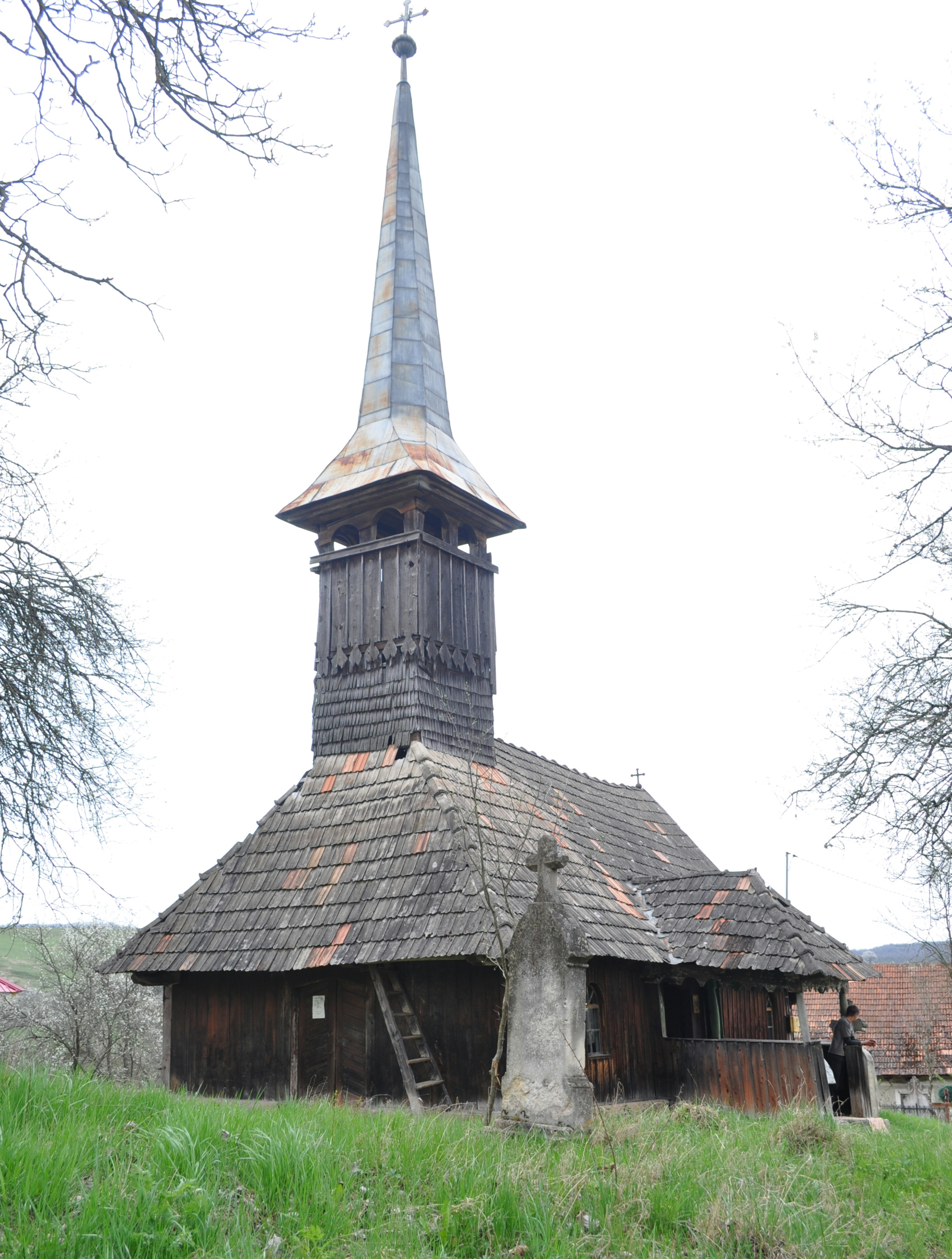
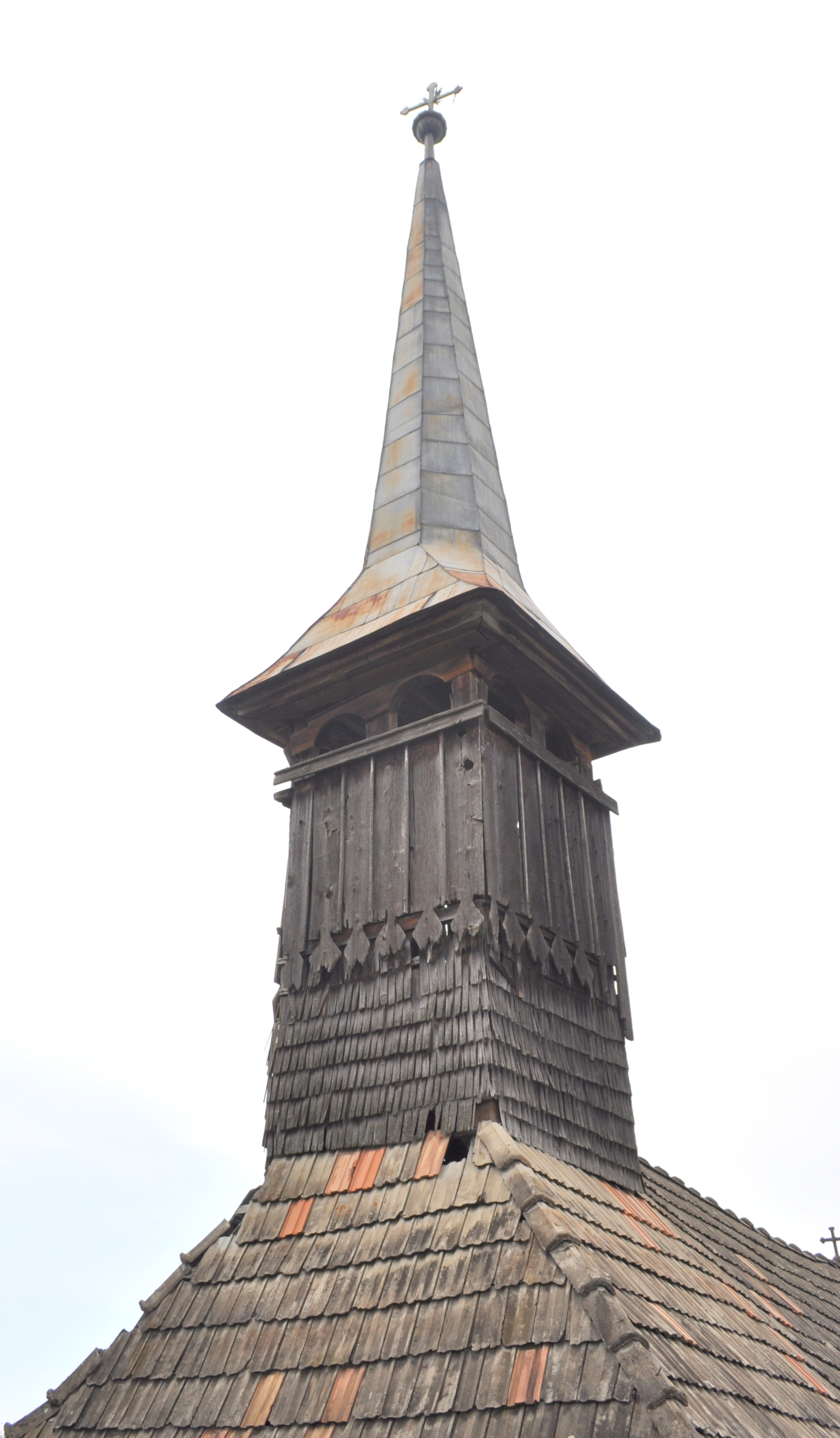
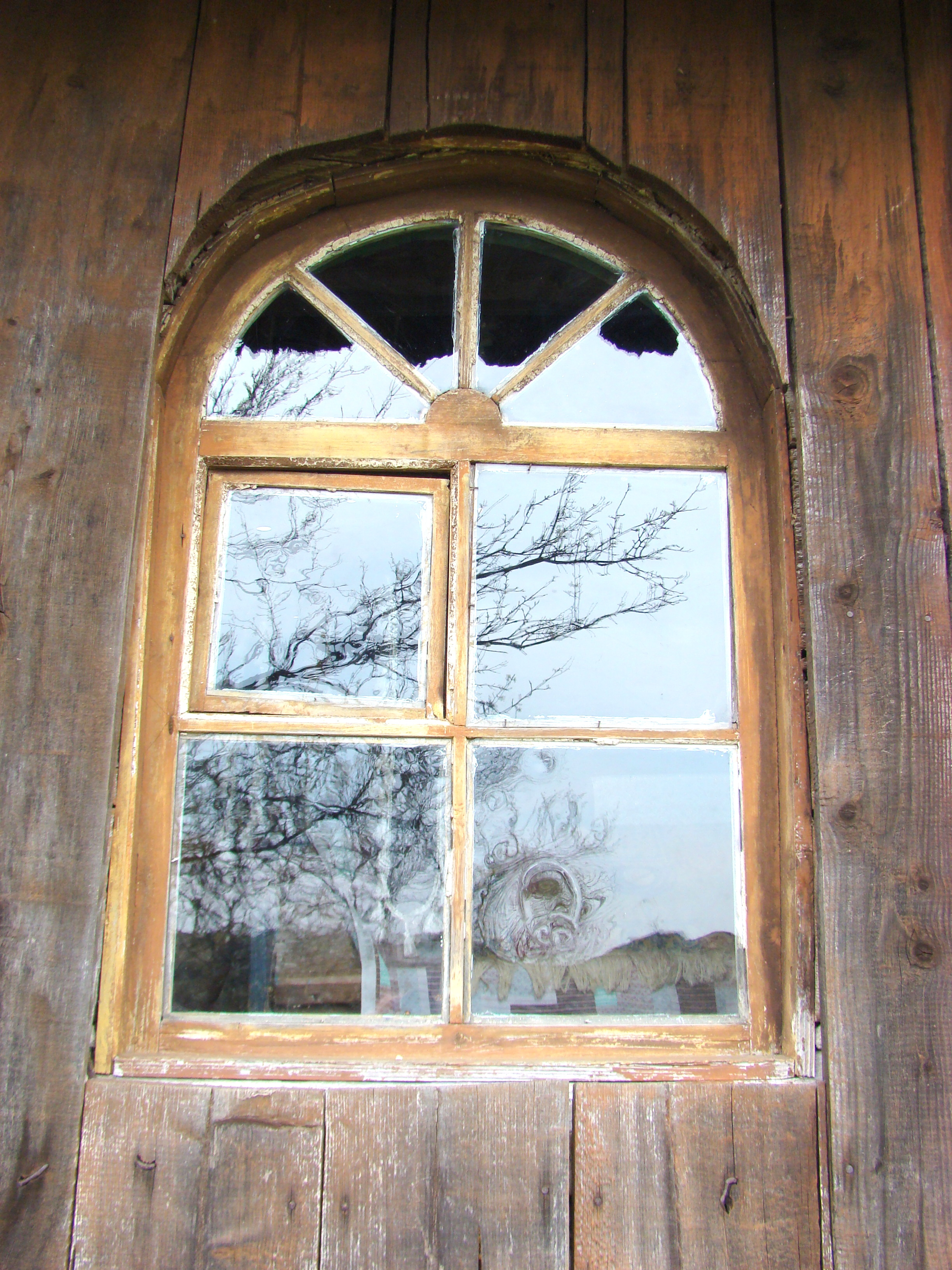
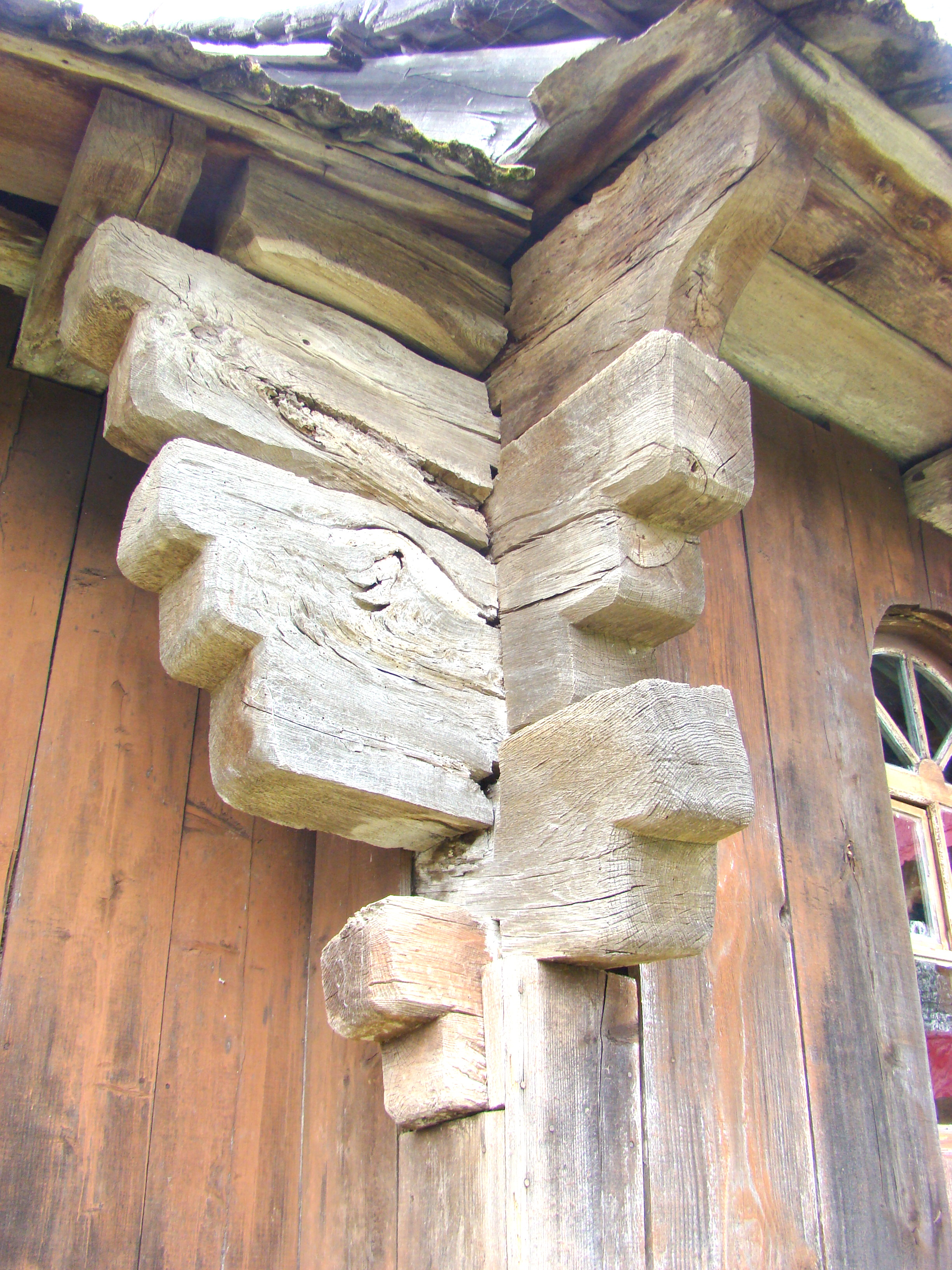
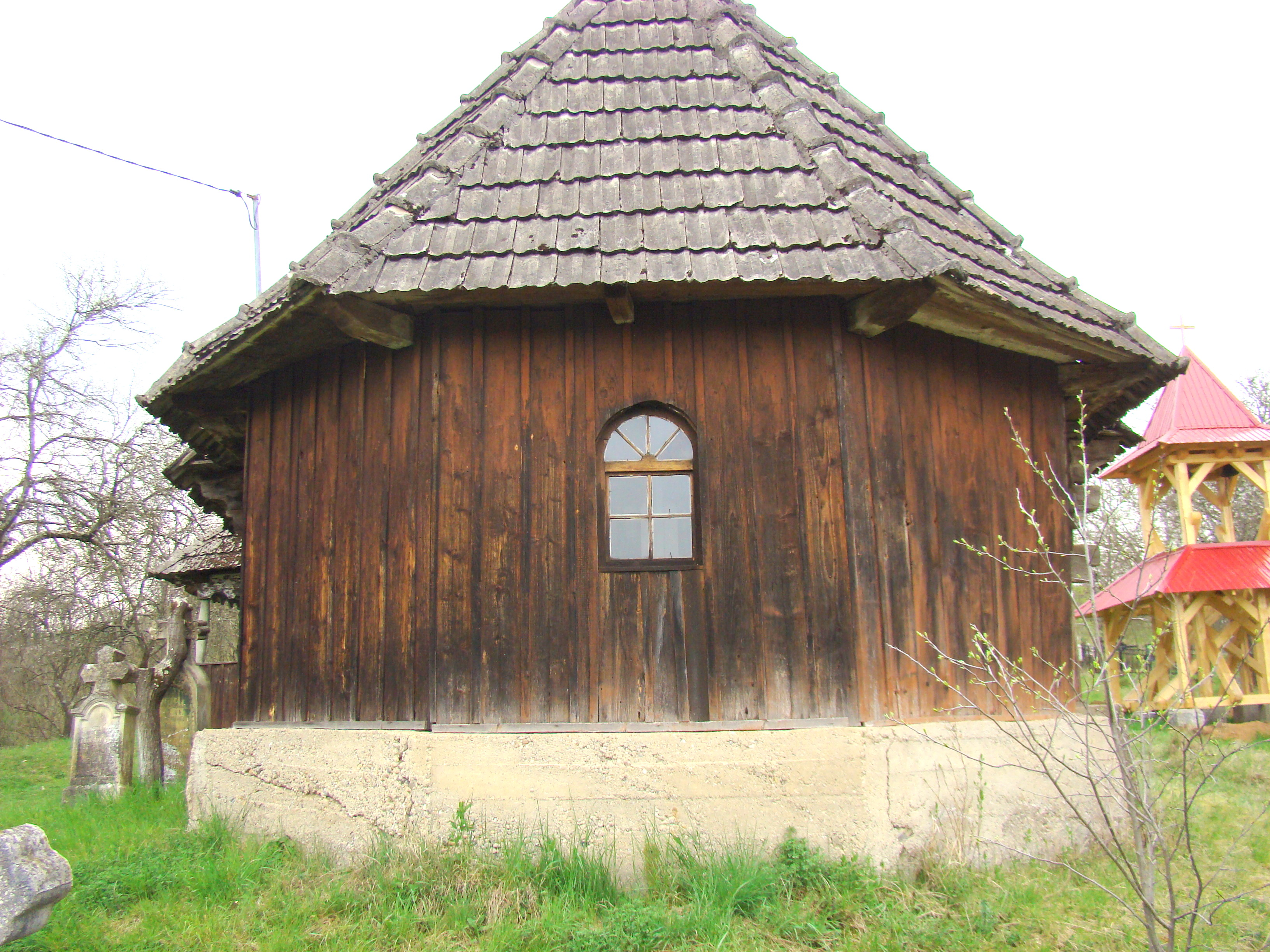
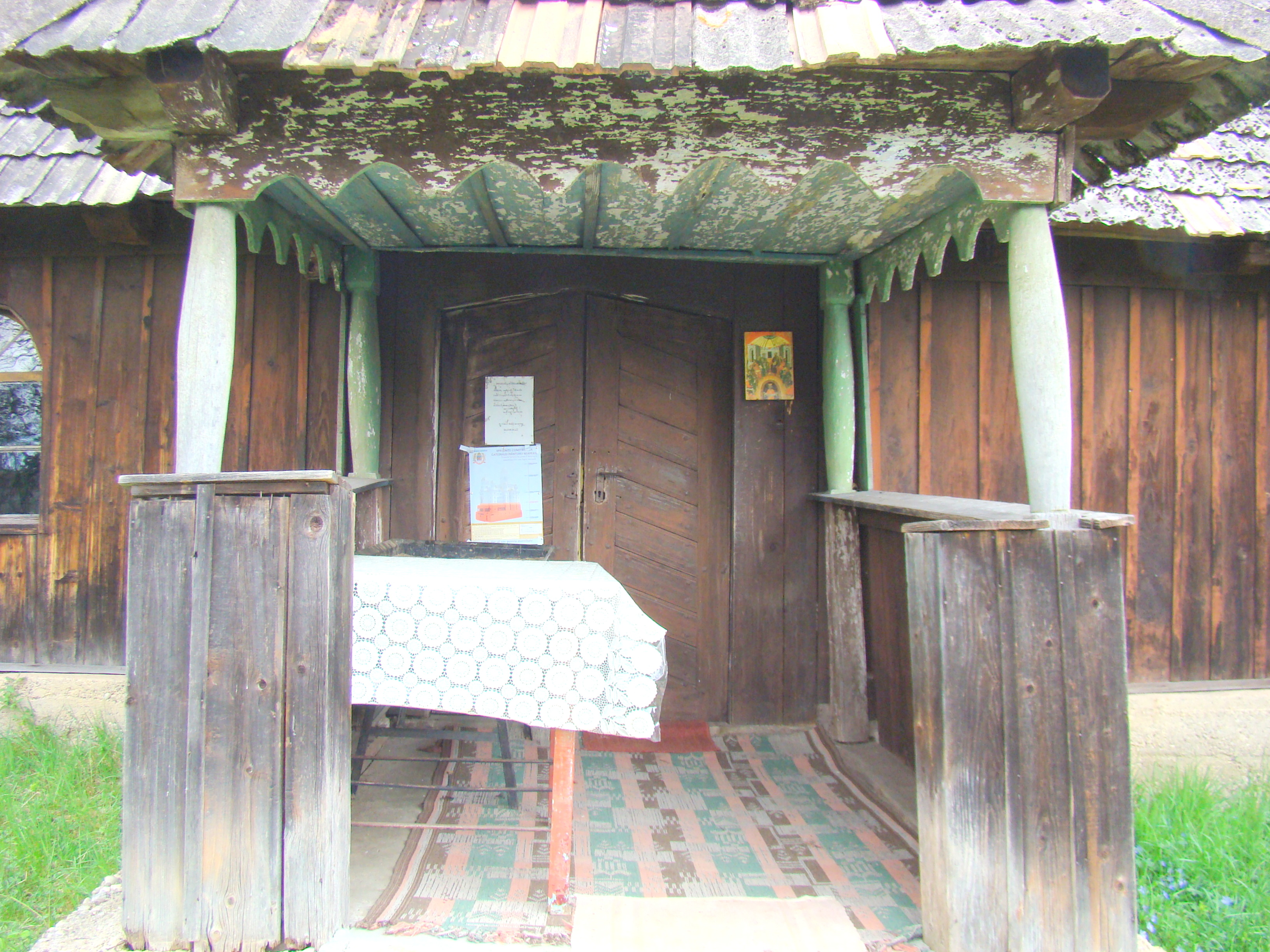
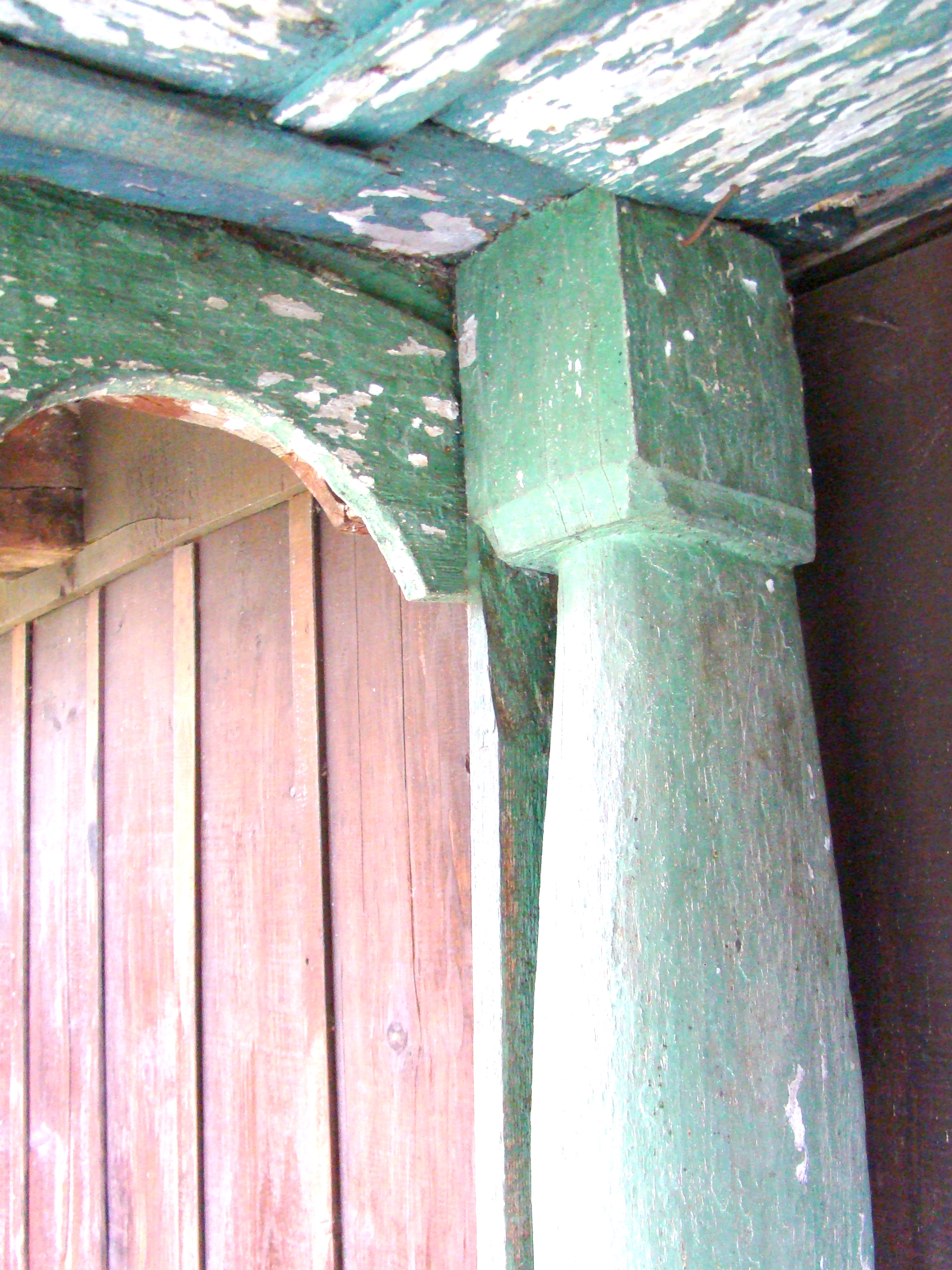
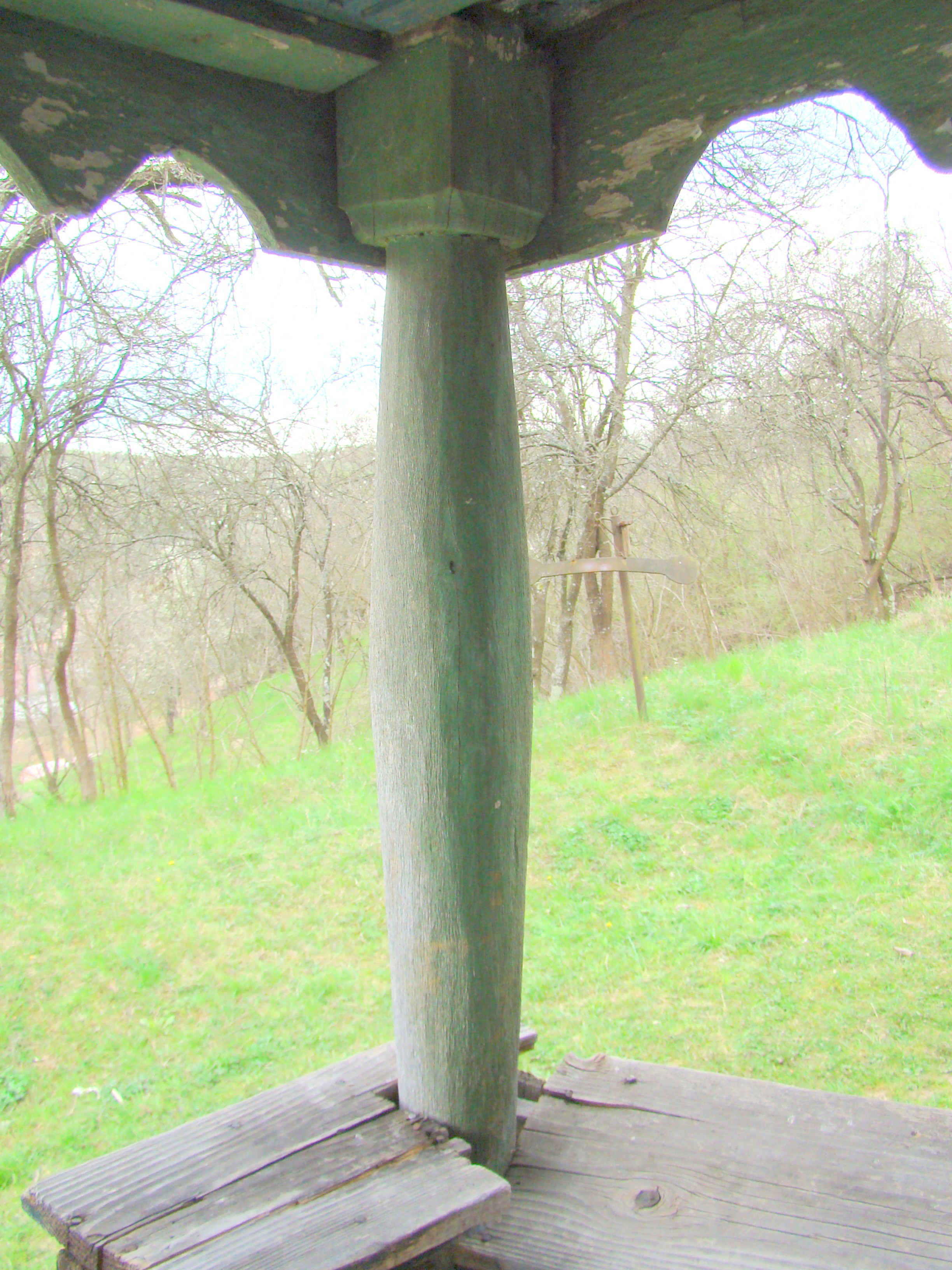
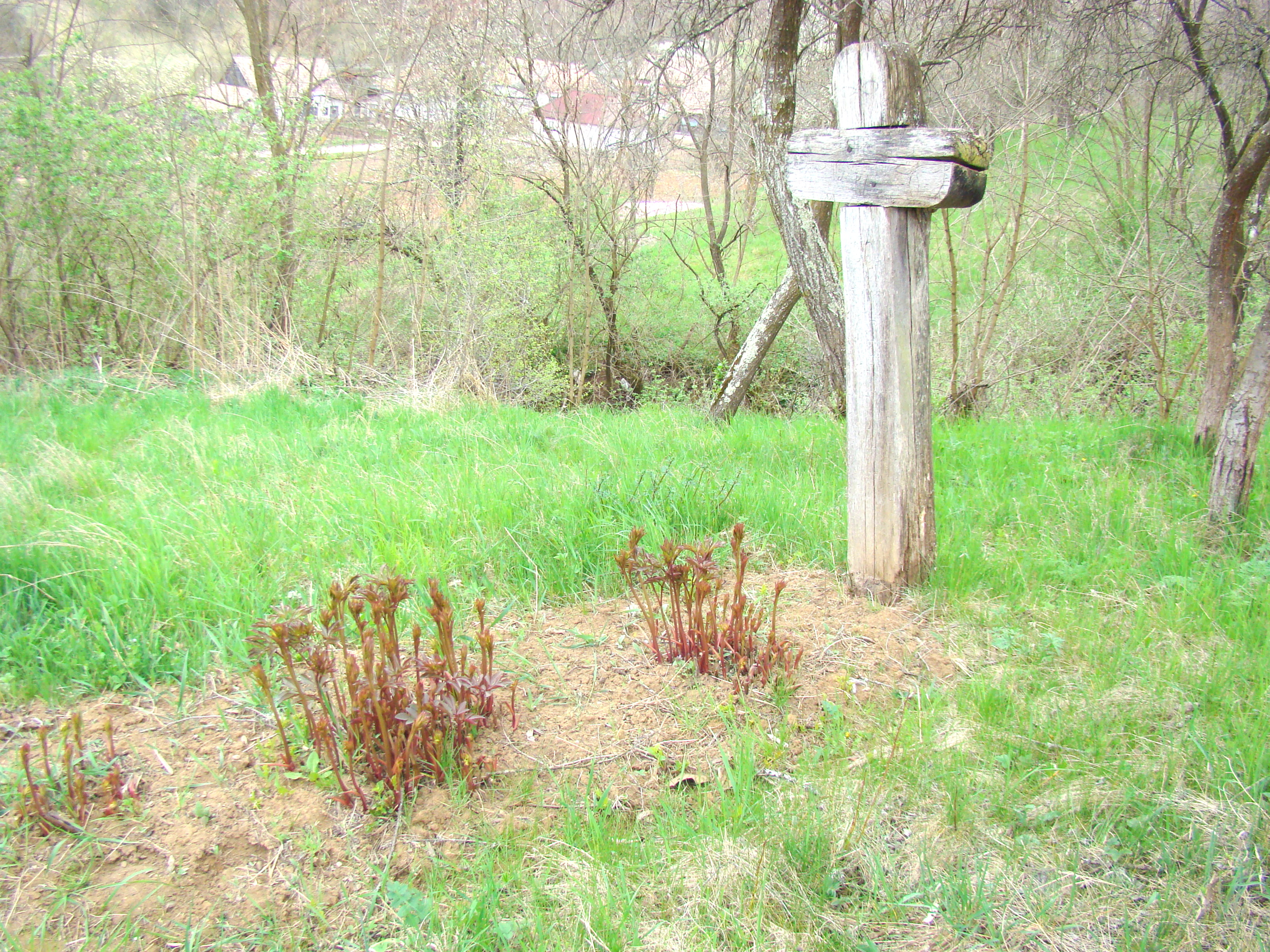
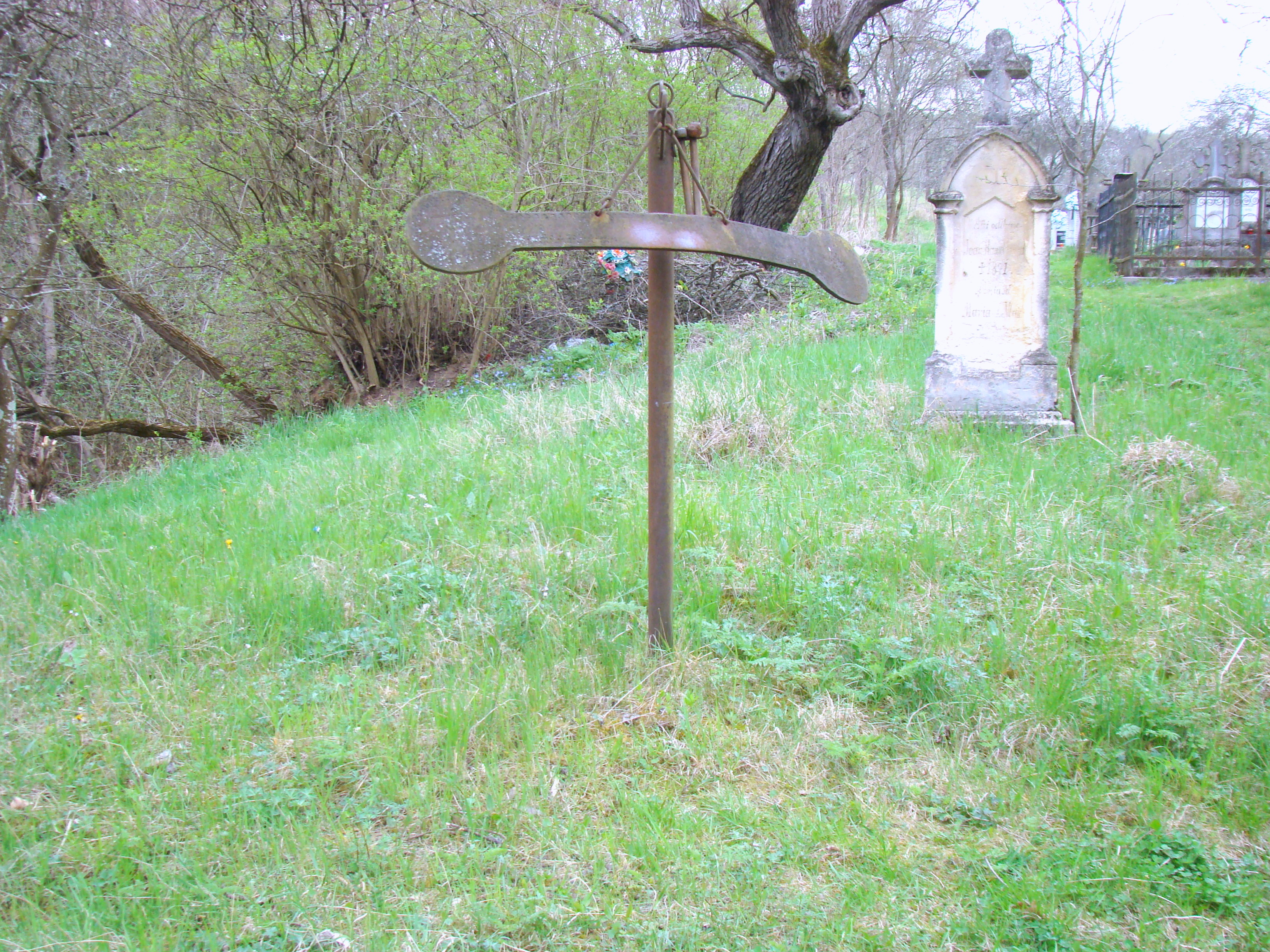
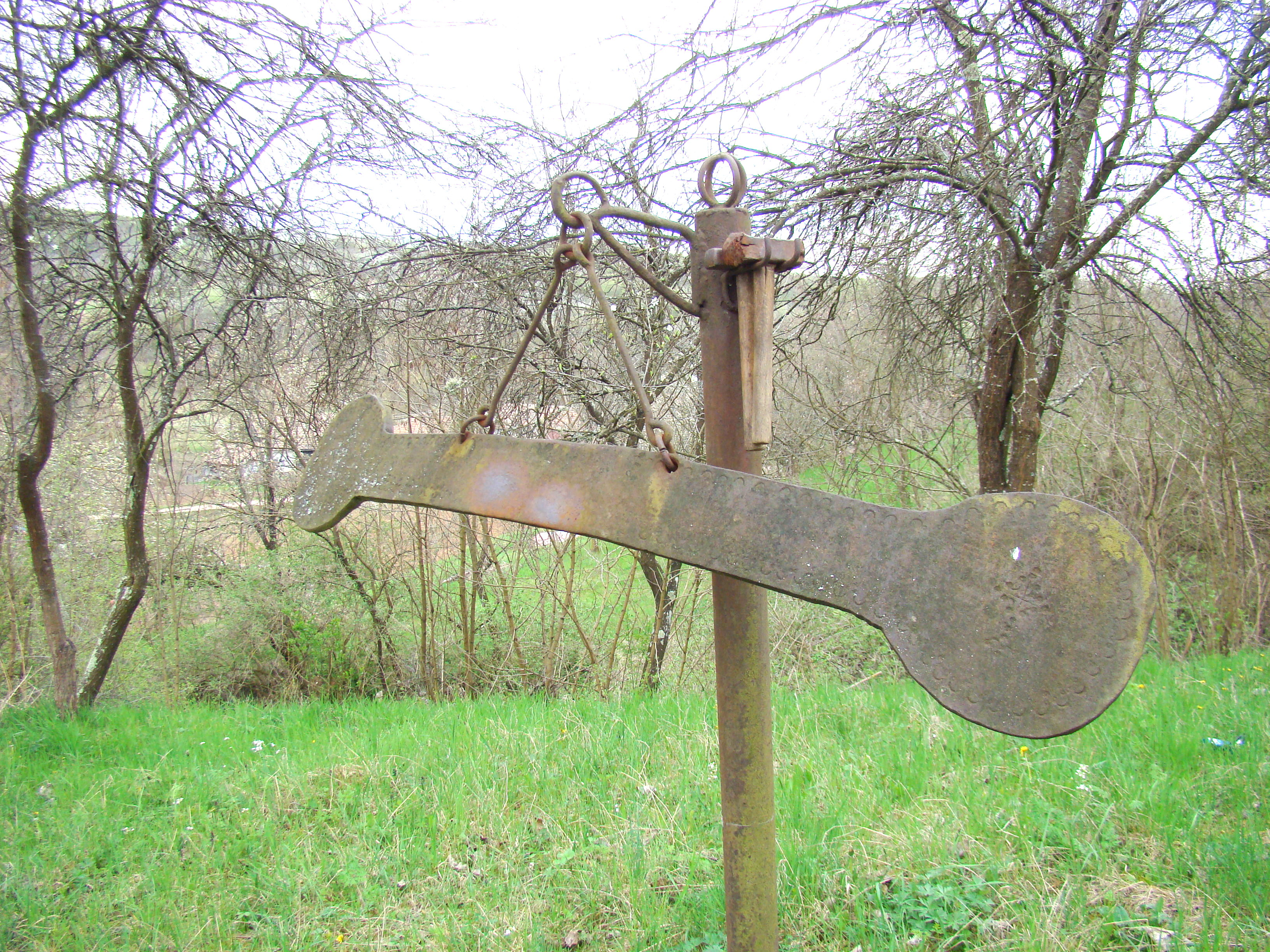
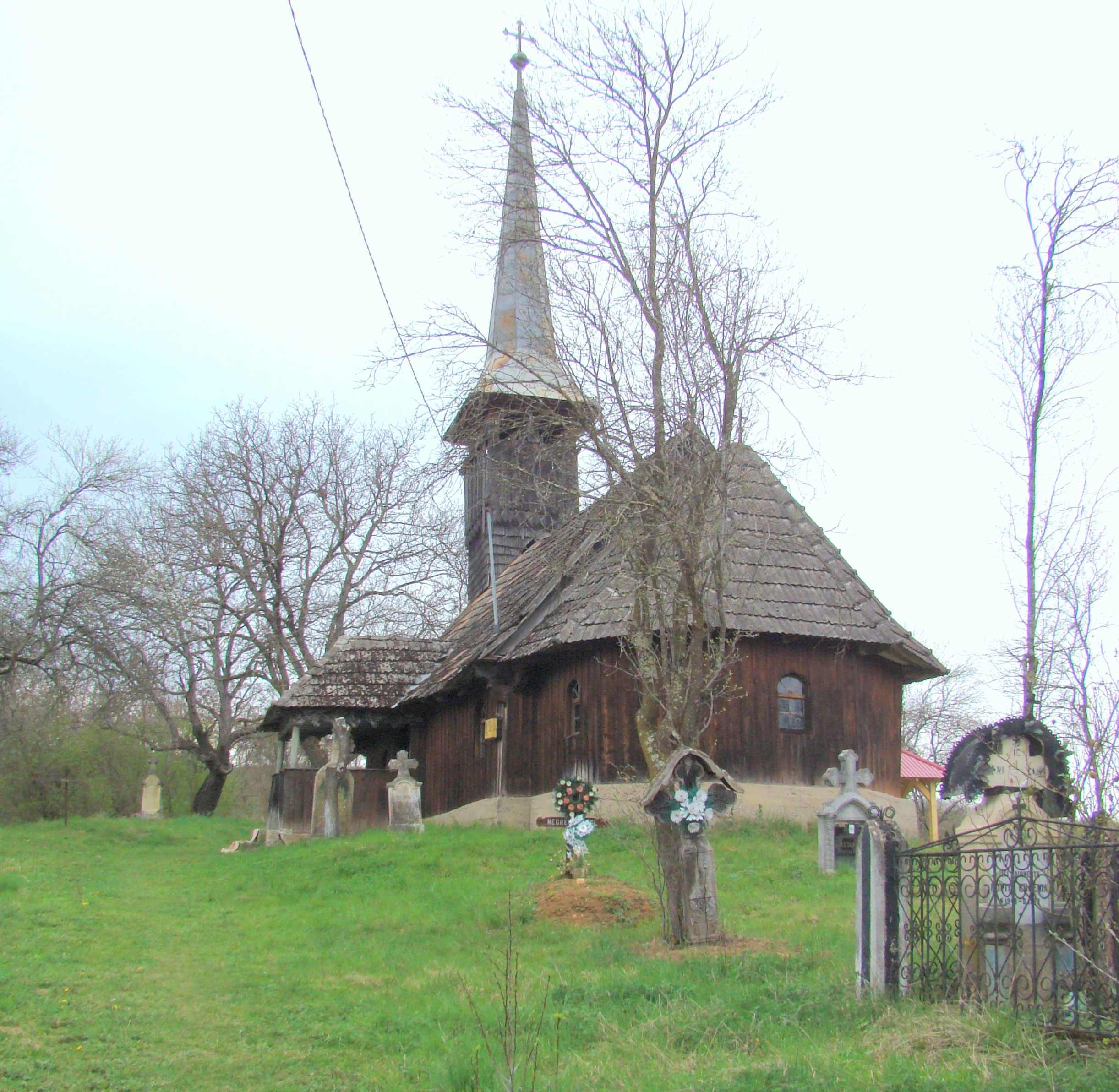
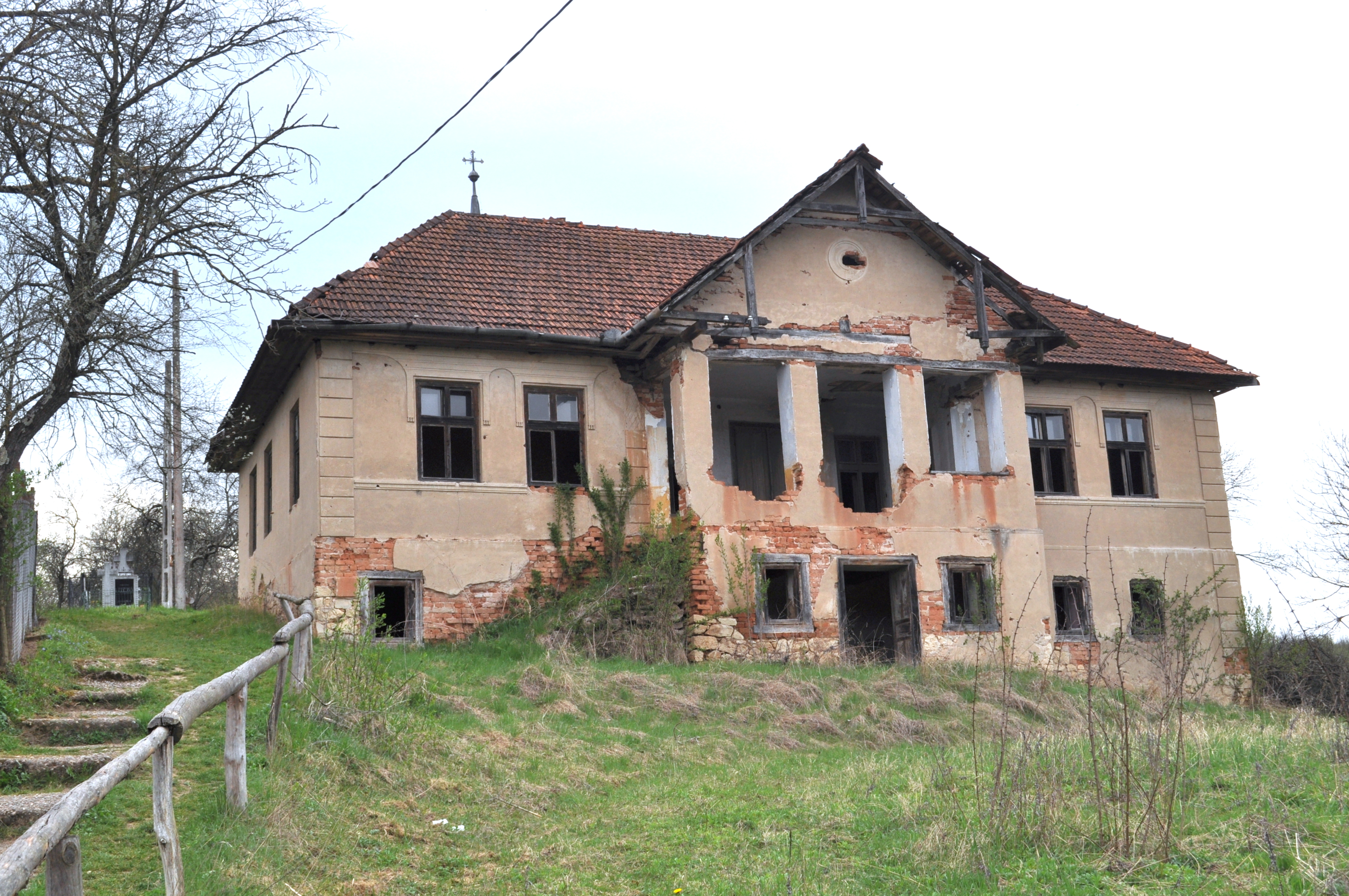
Fosta casă parohială greco–catolică

## Imagini din interior

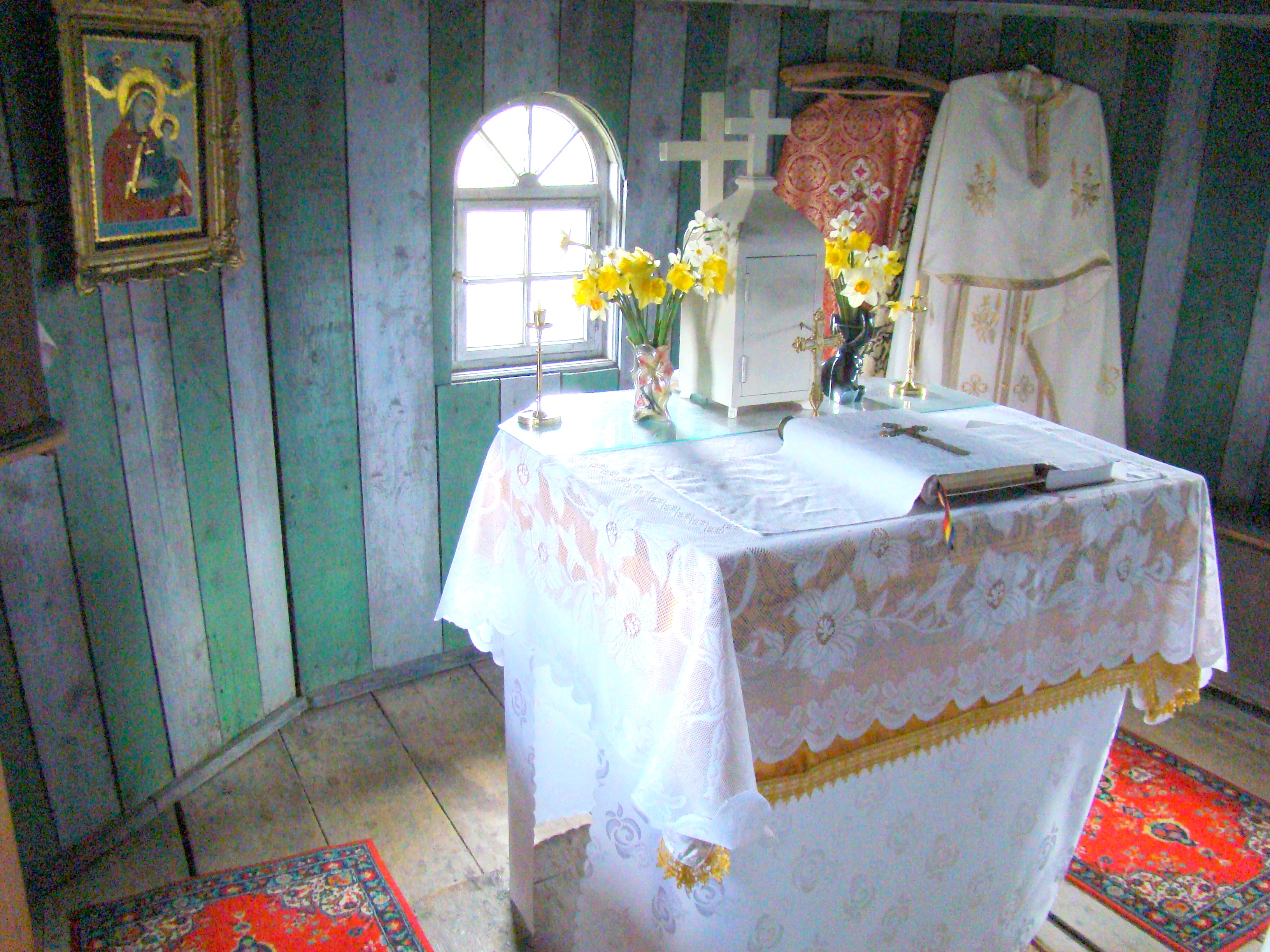
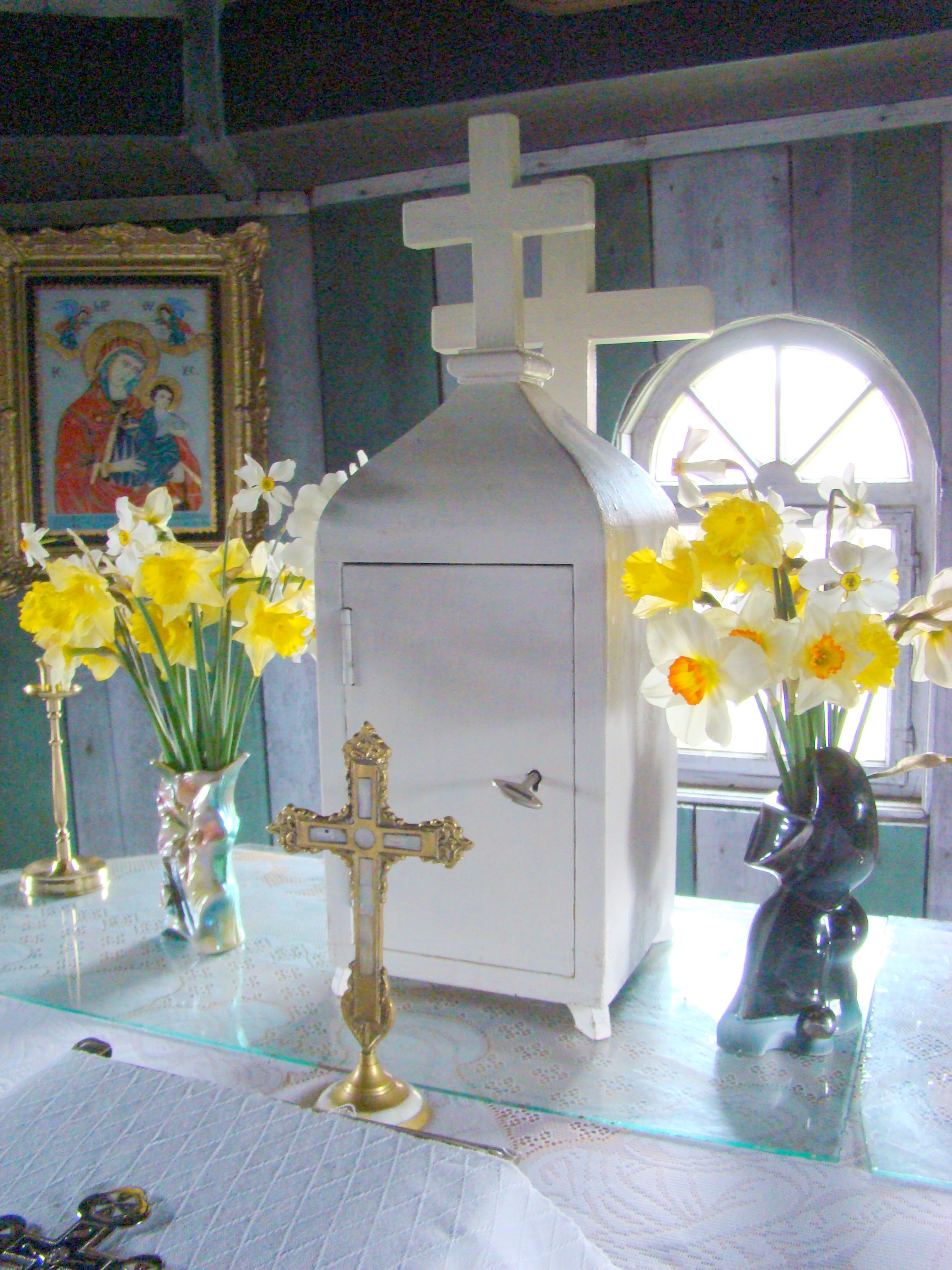
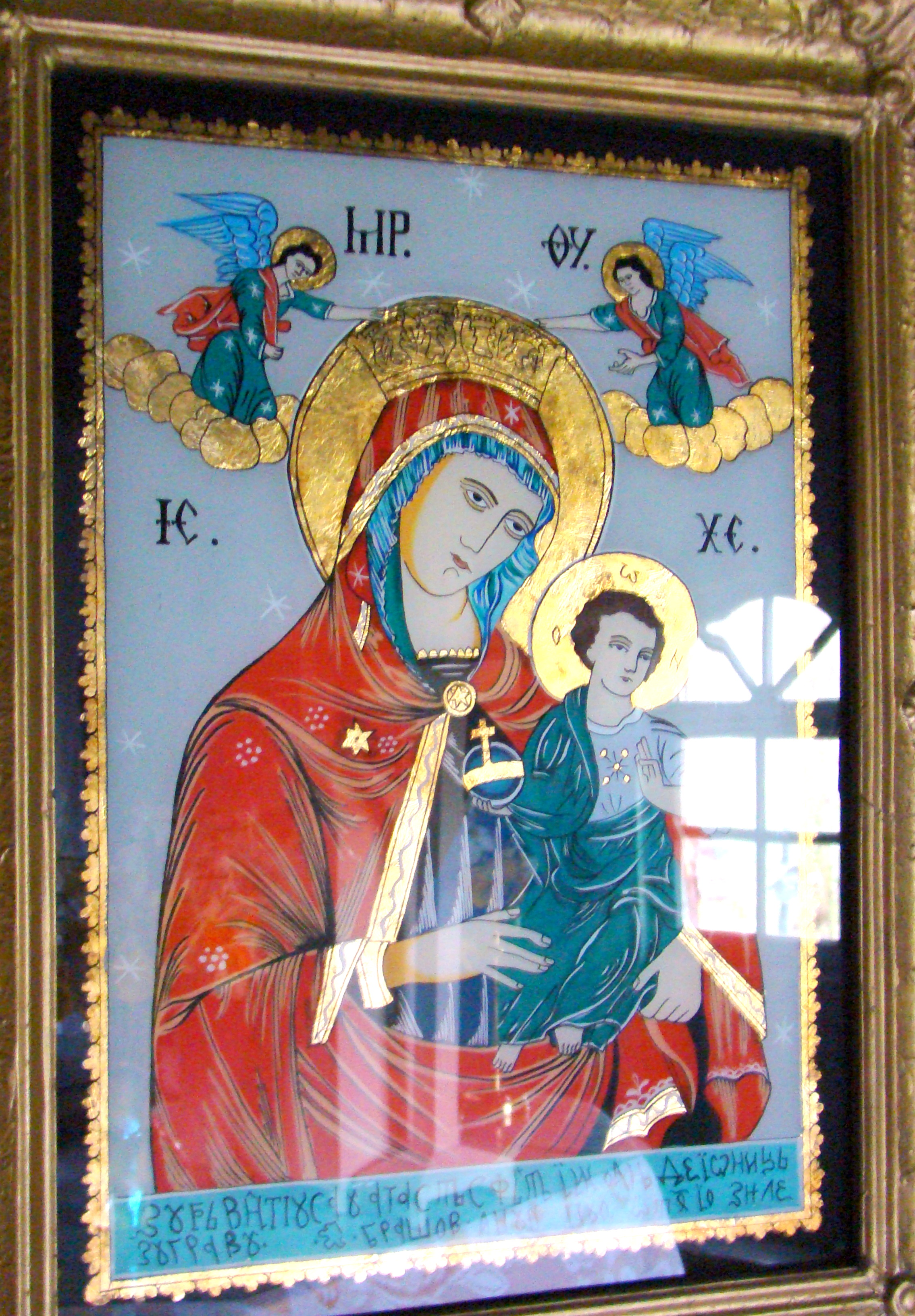
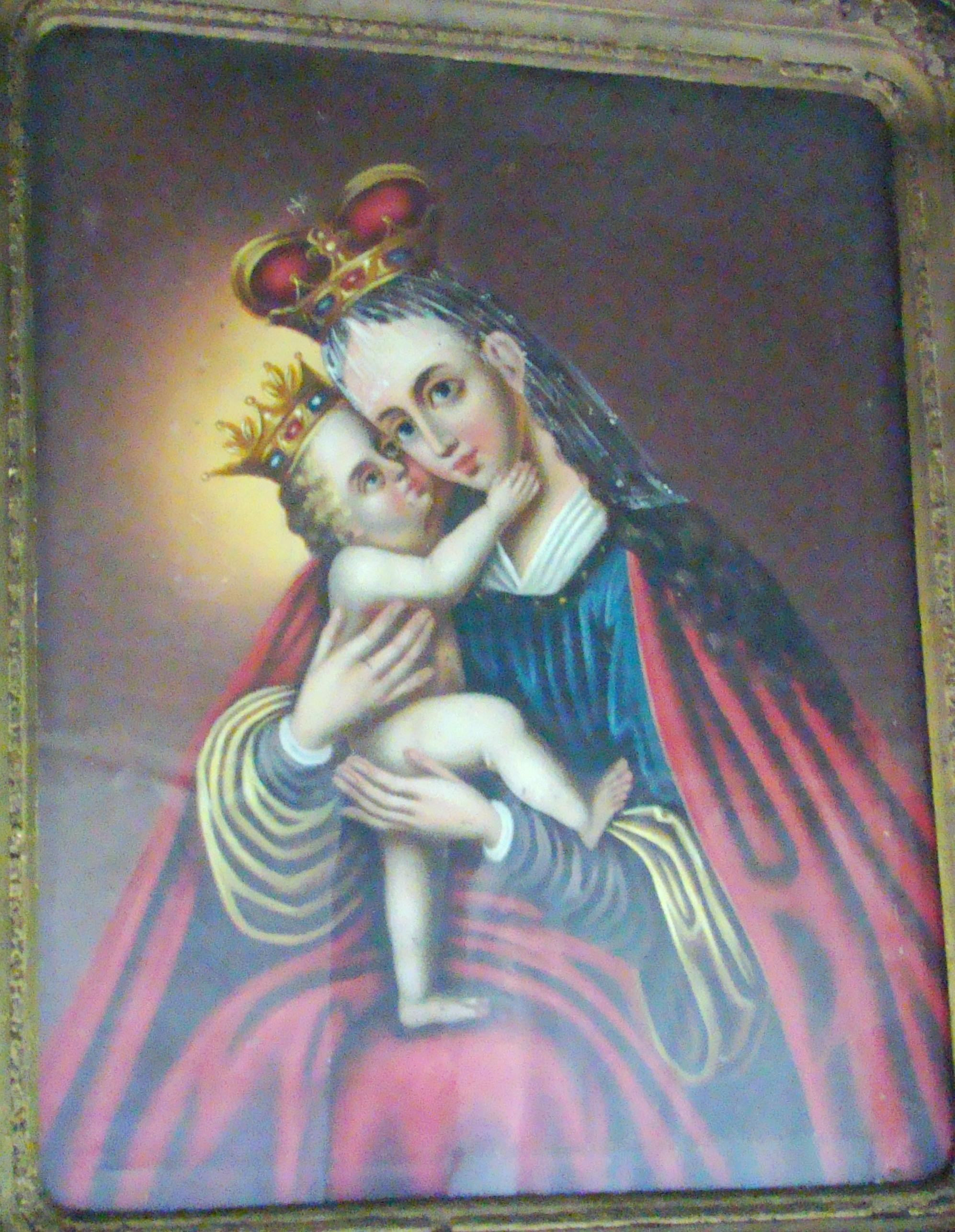
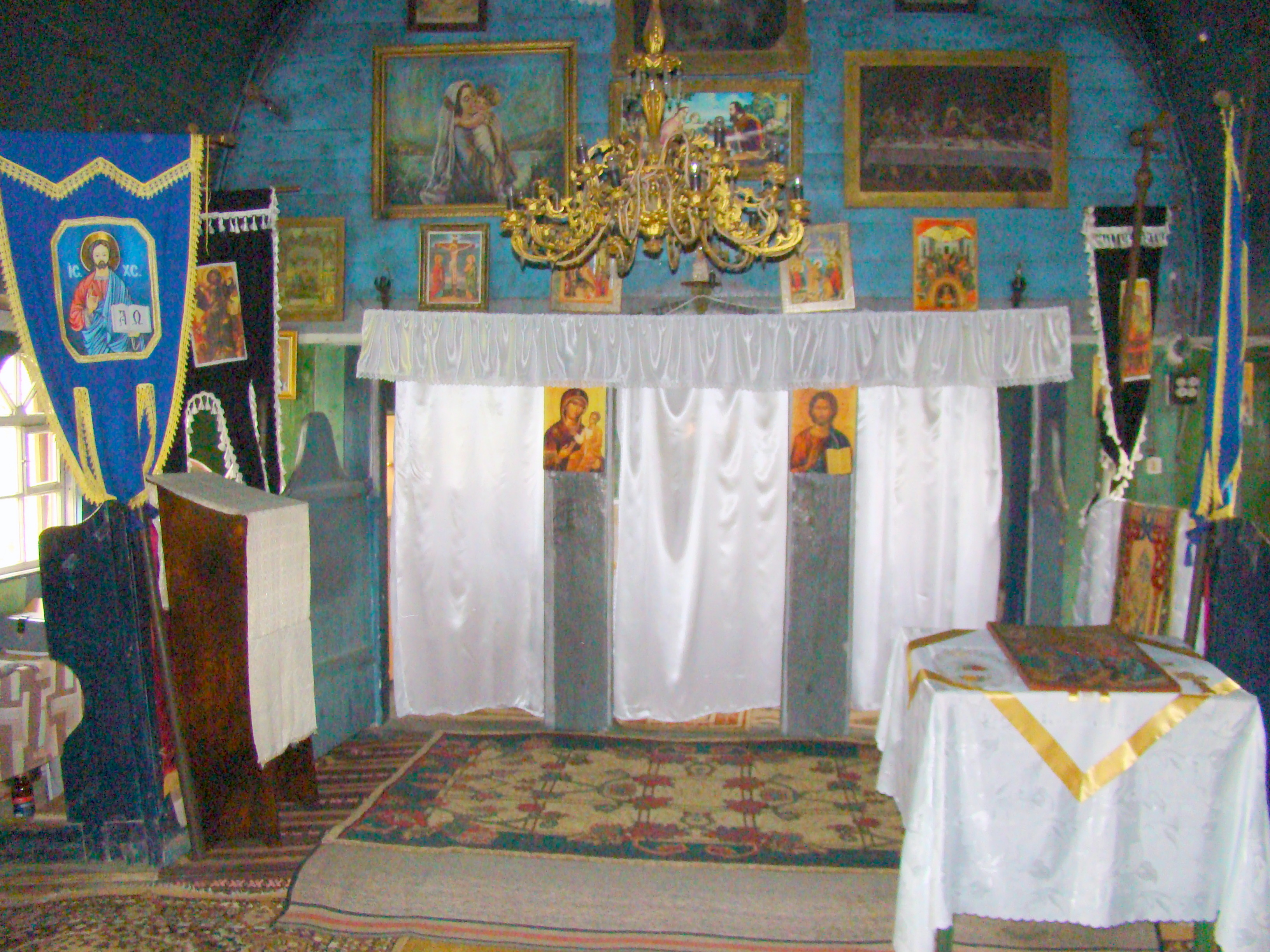
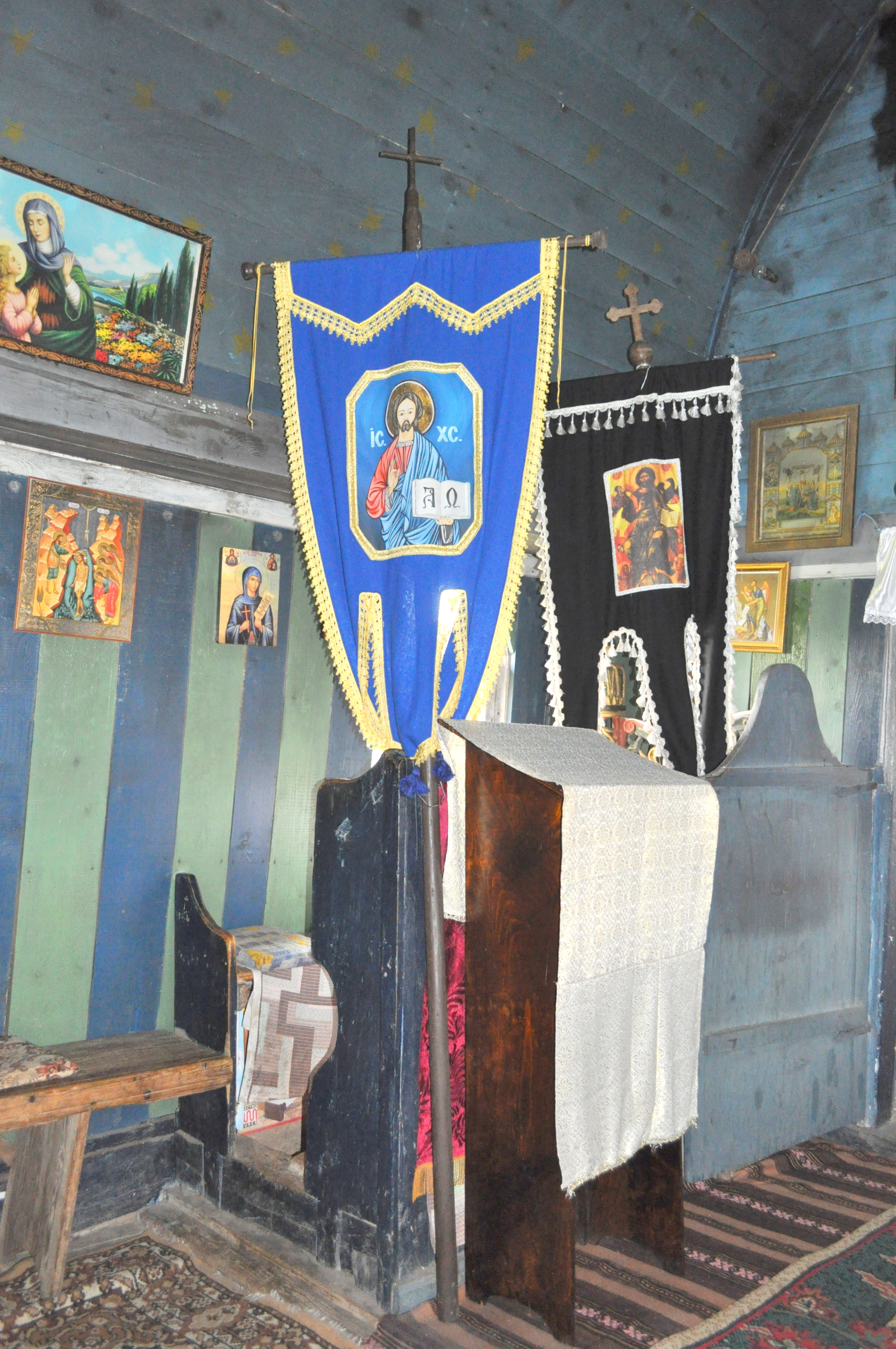
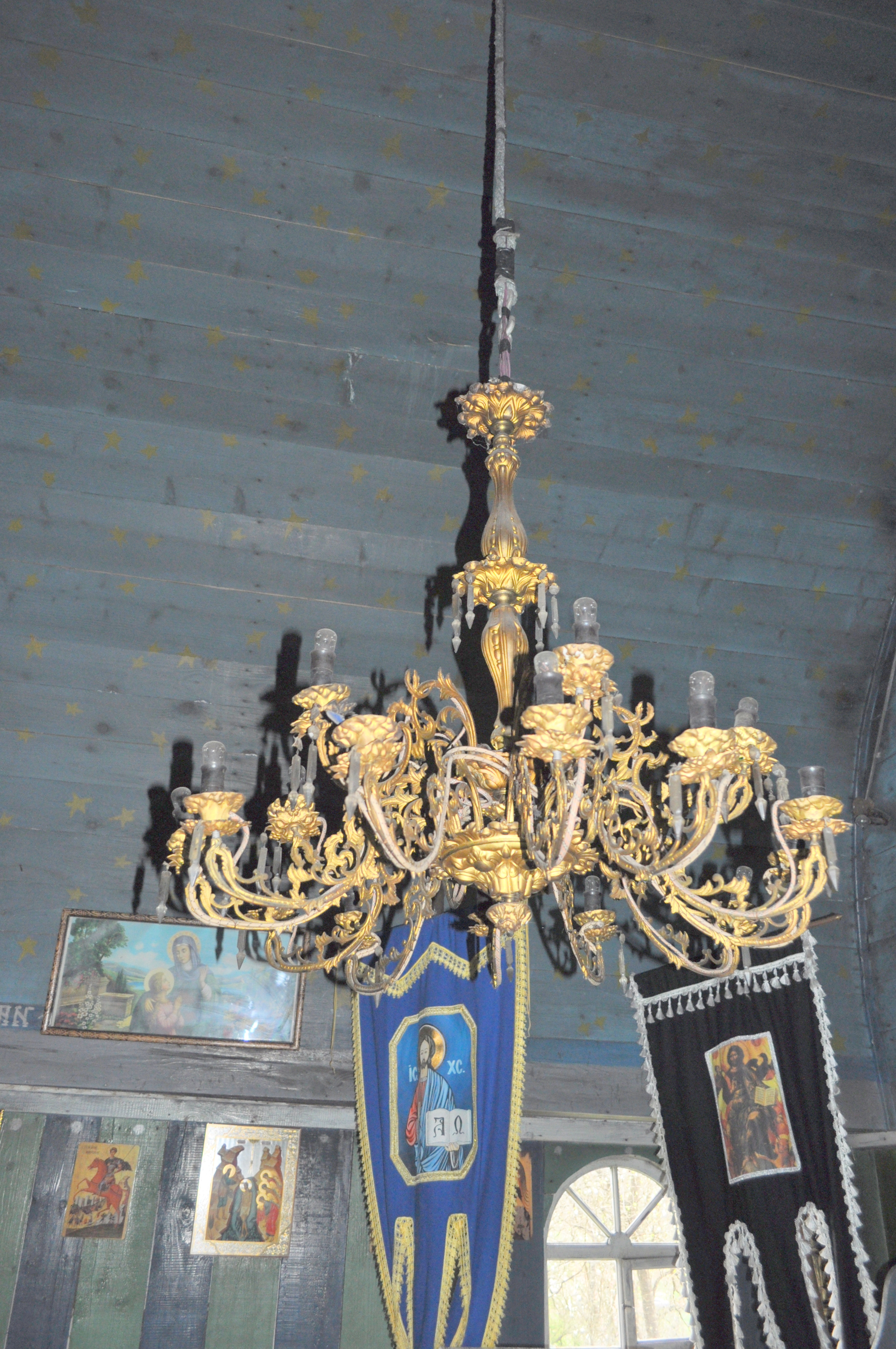
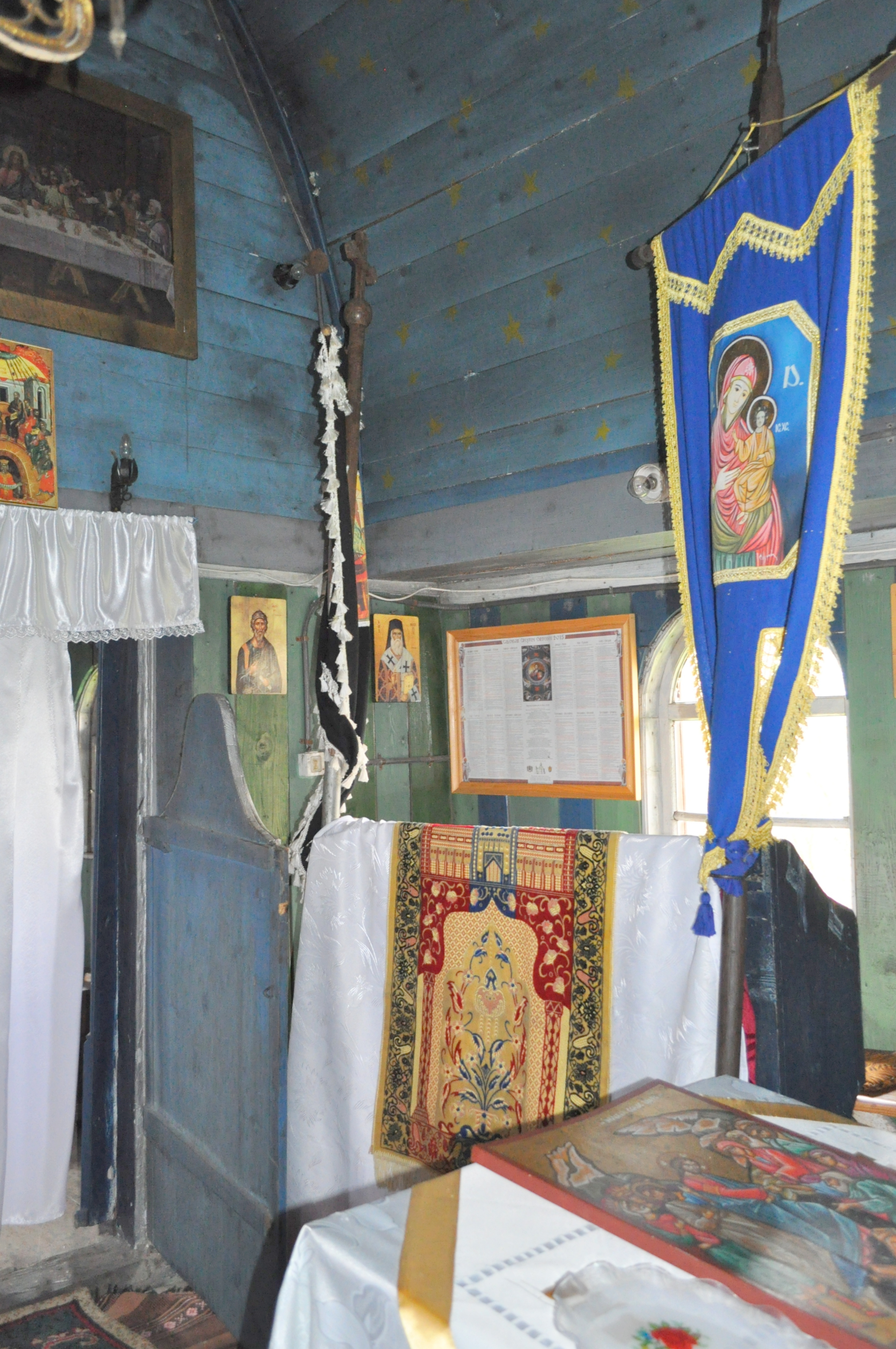
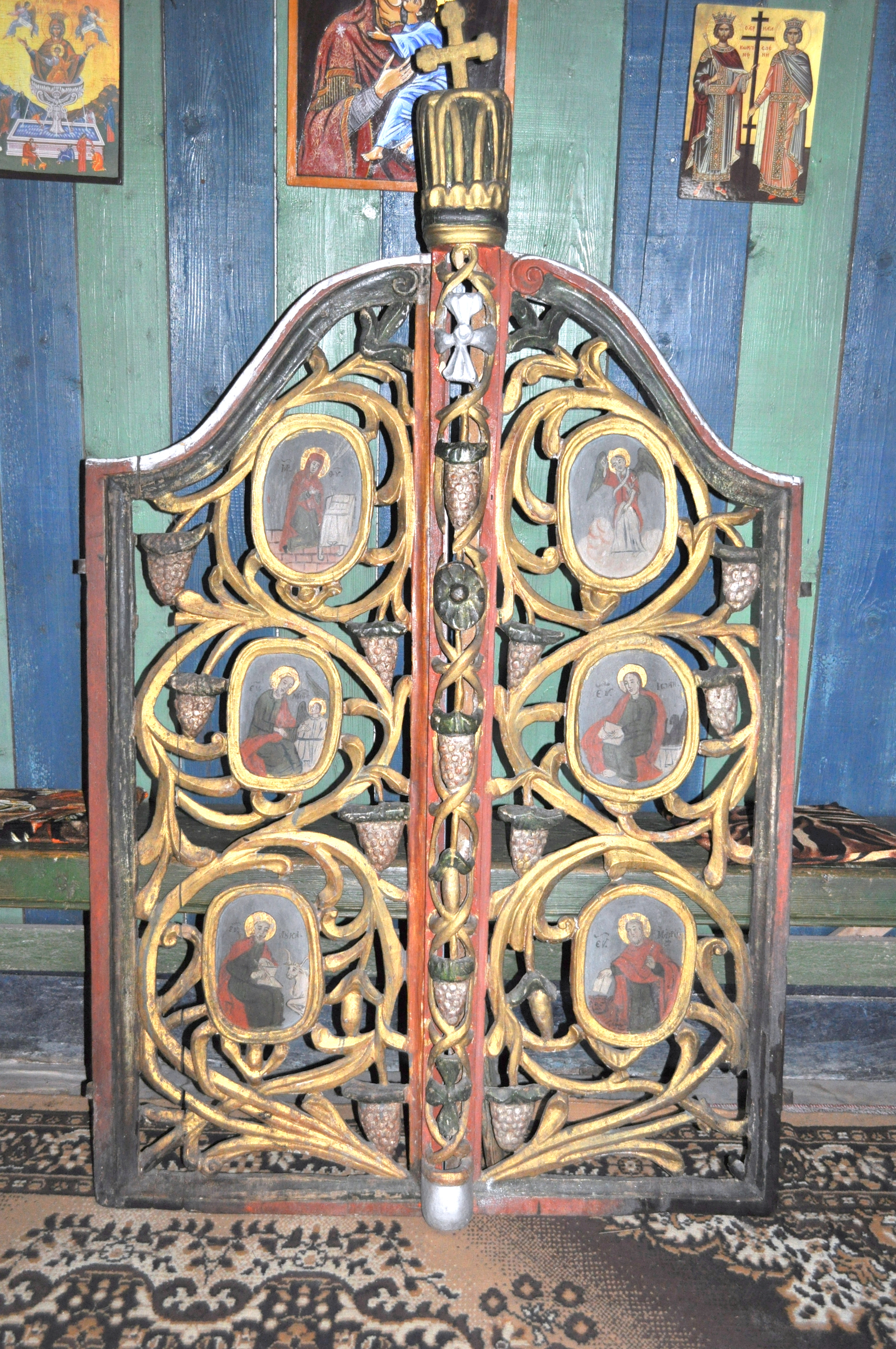
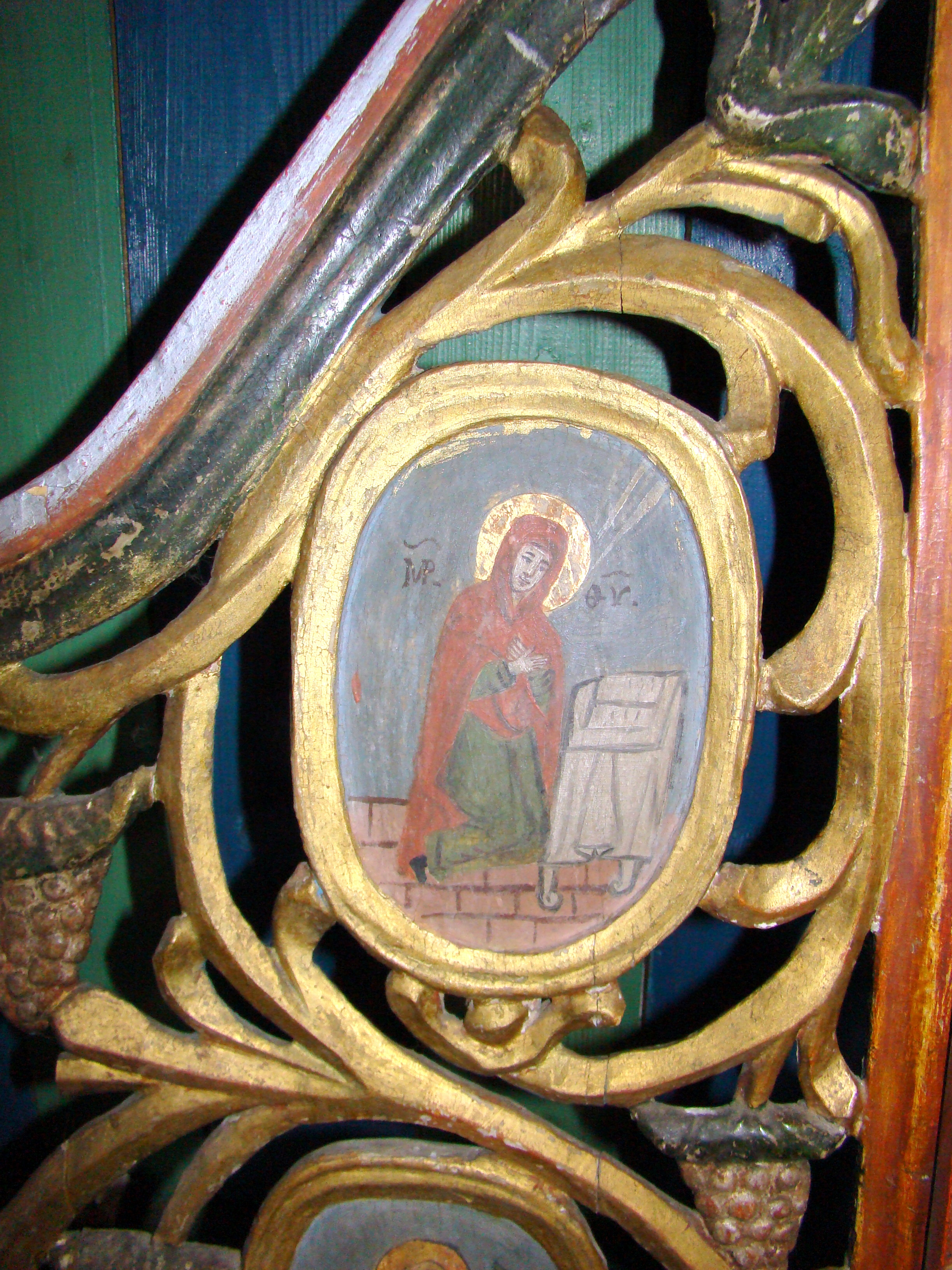
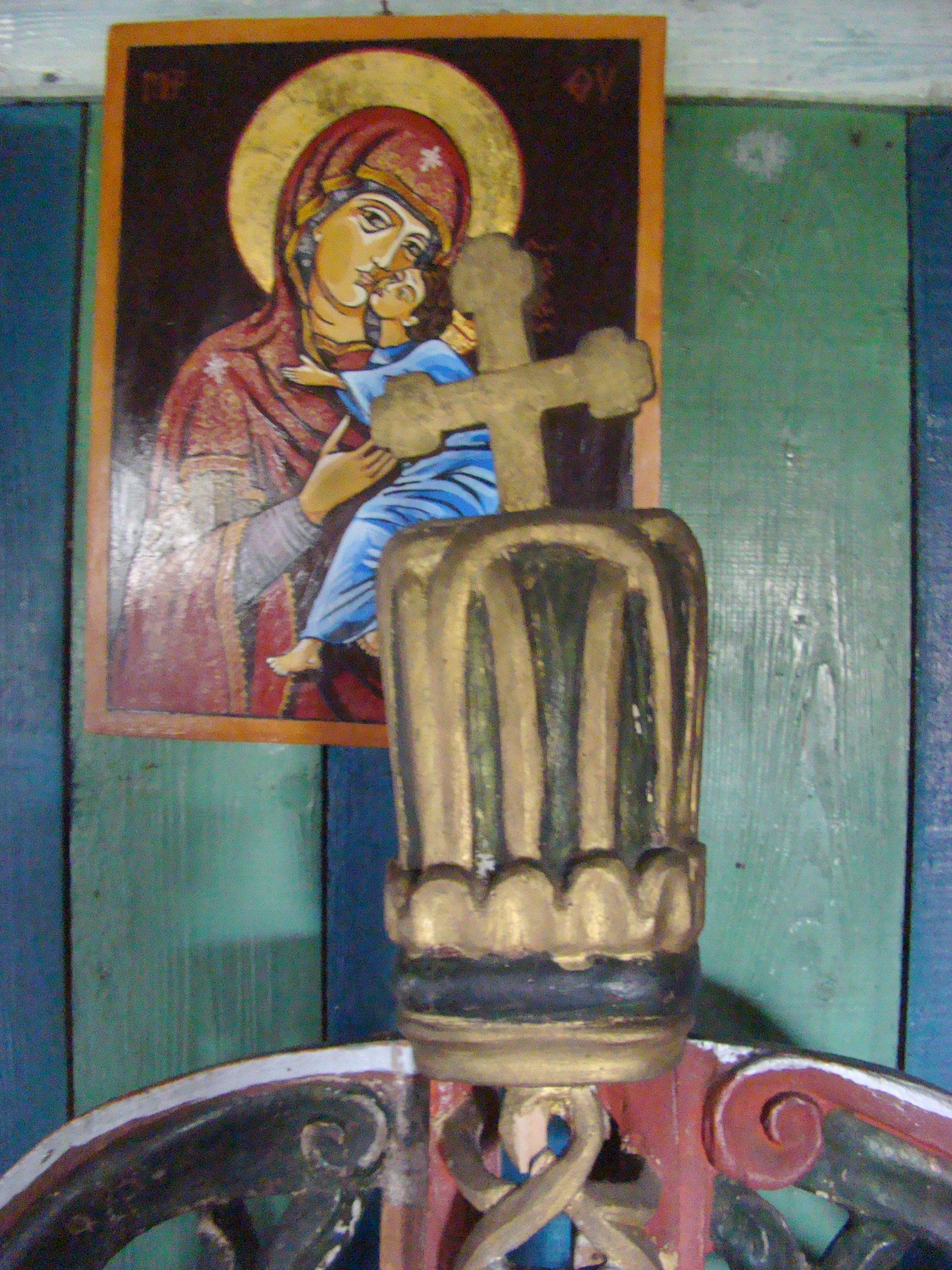
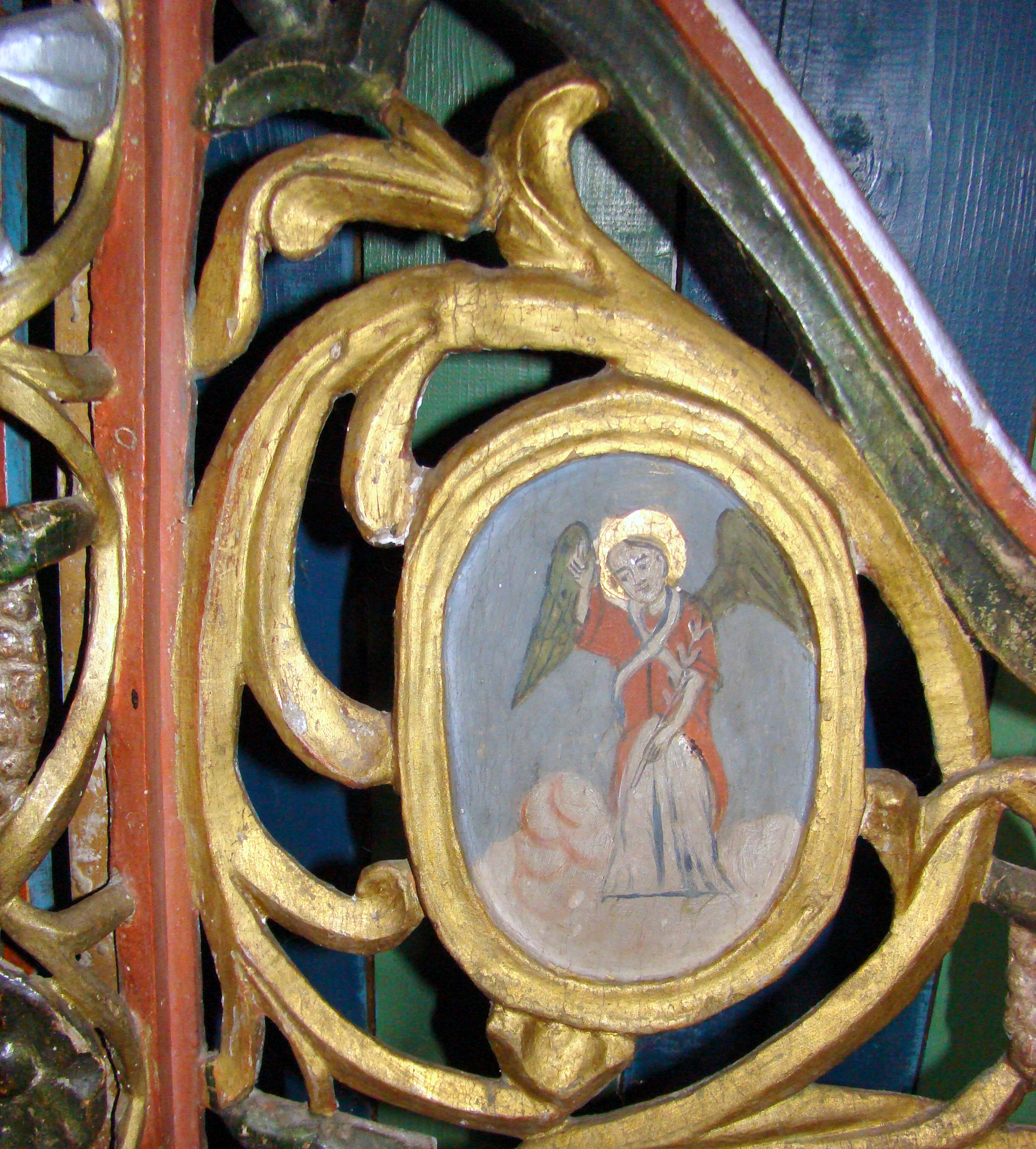
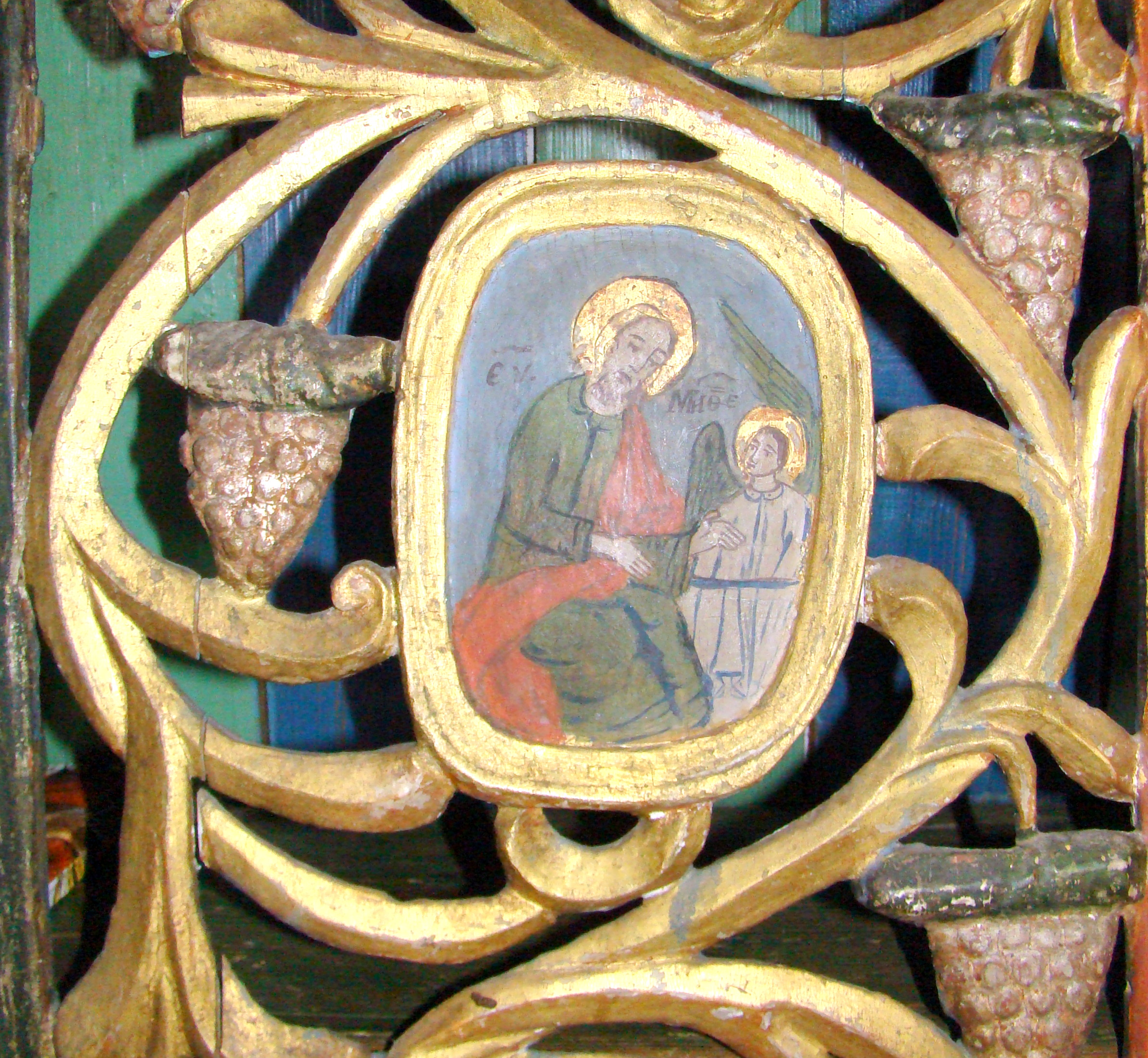
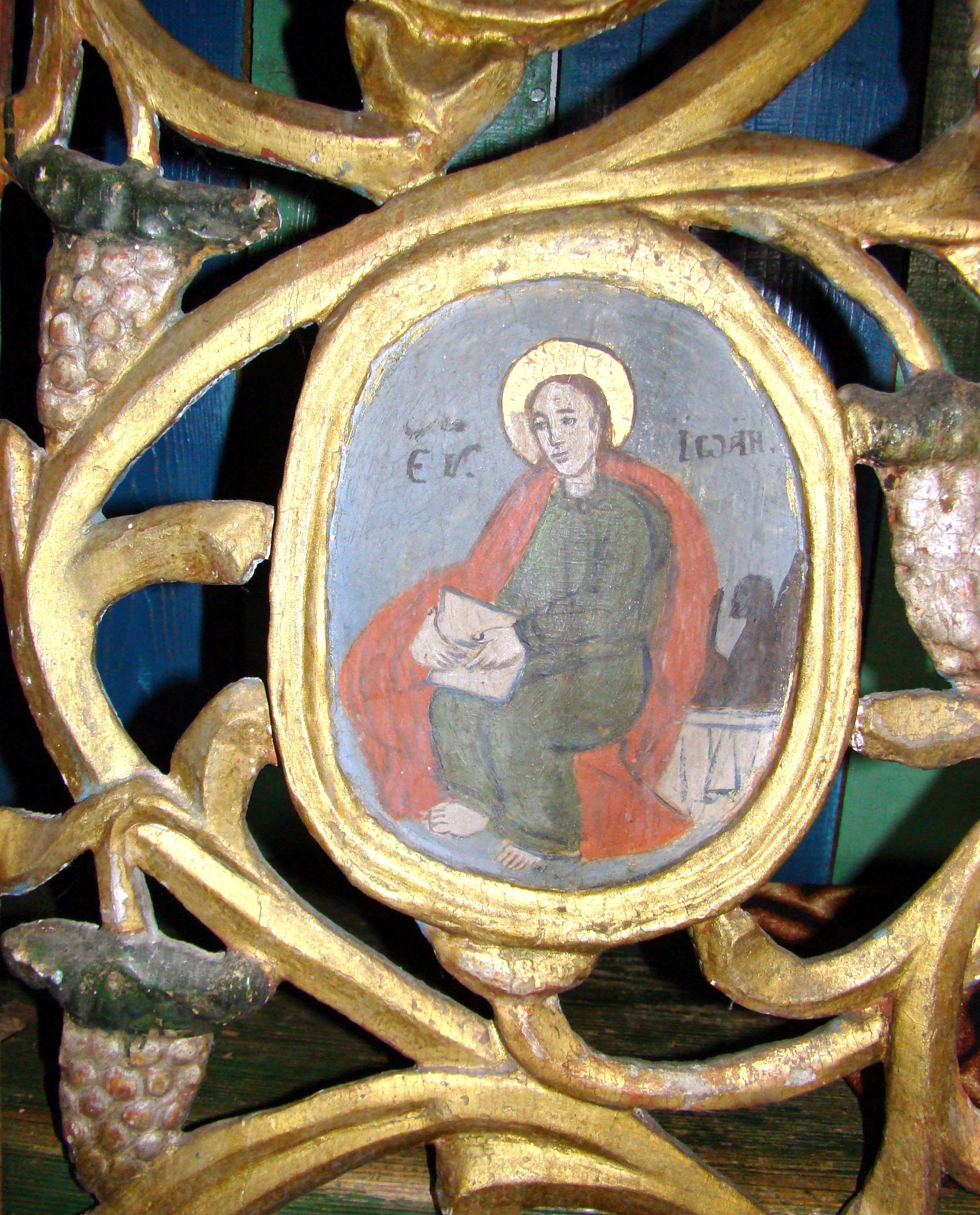
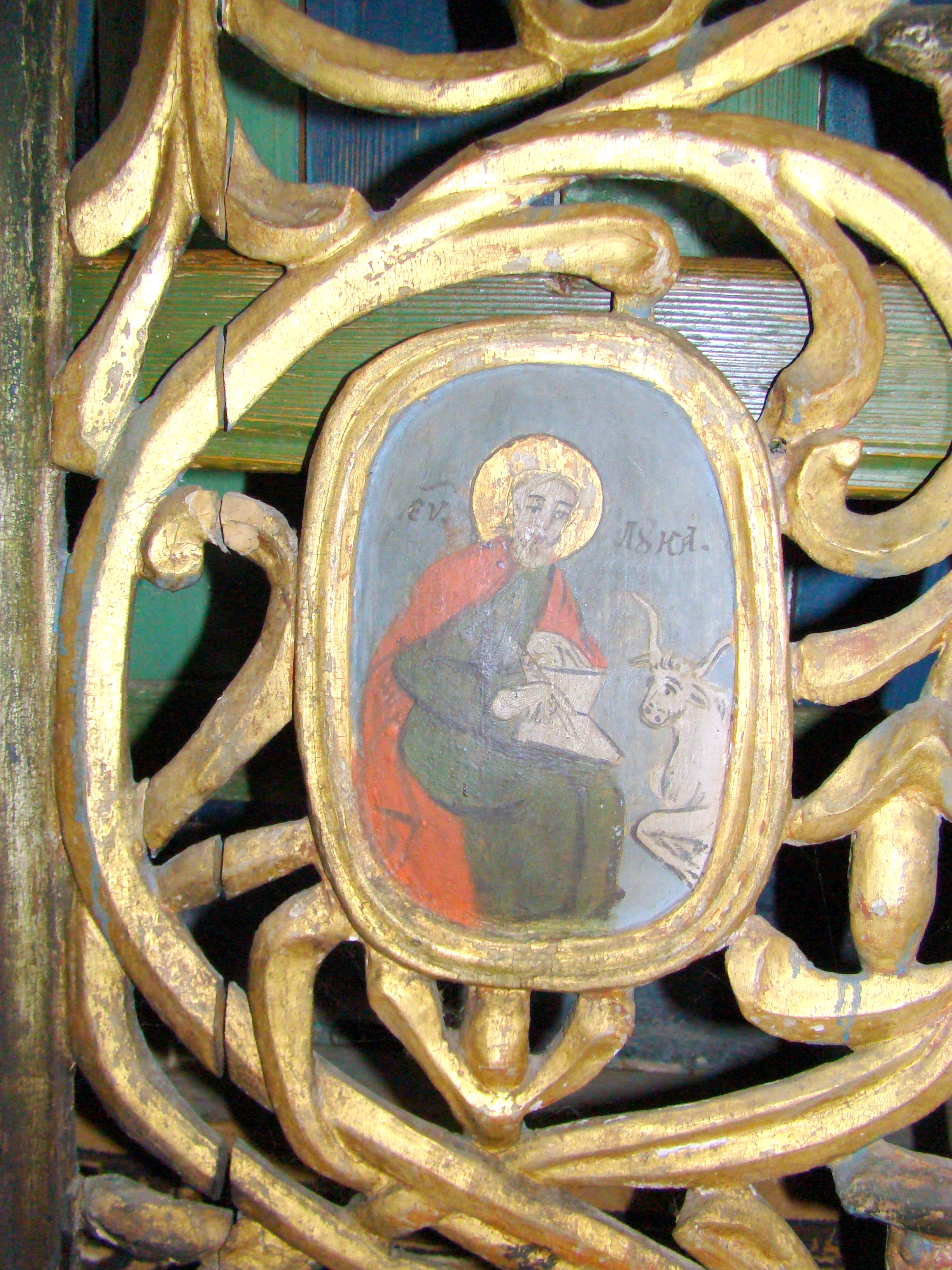
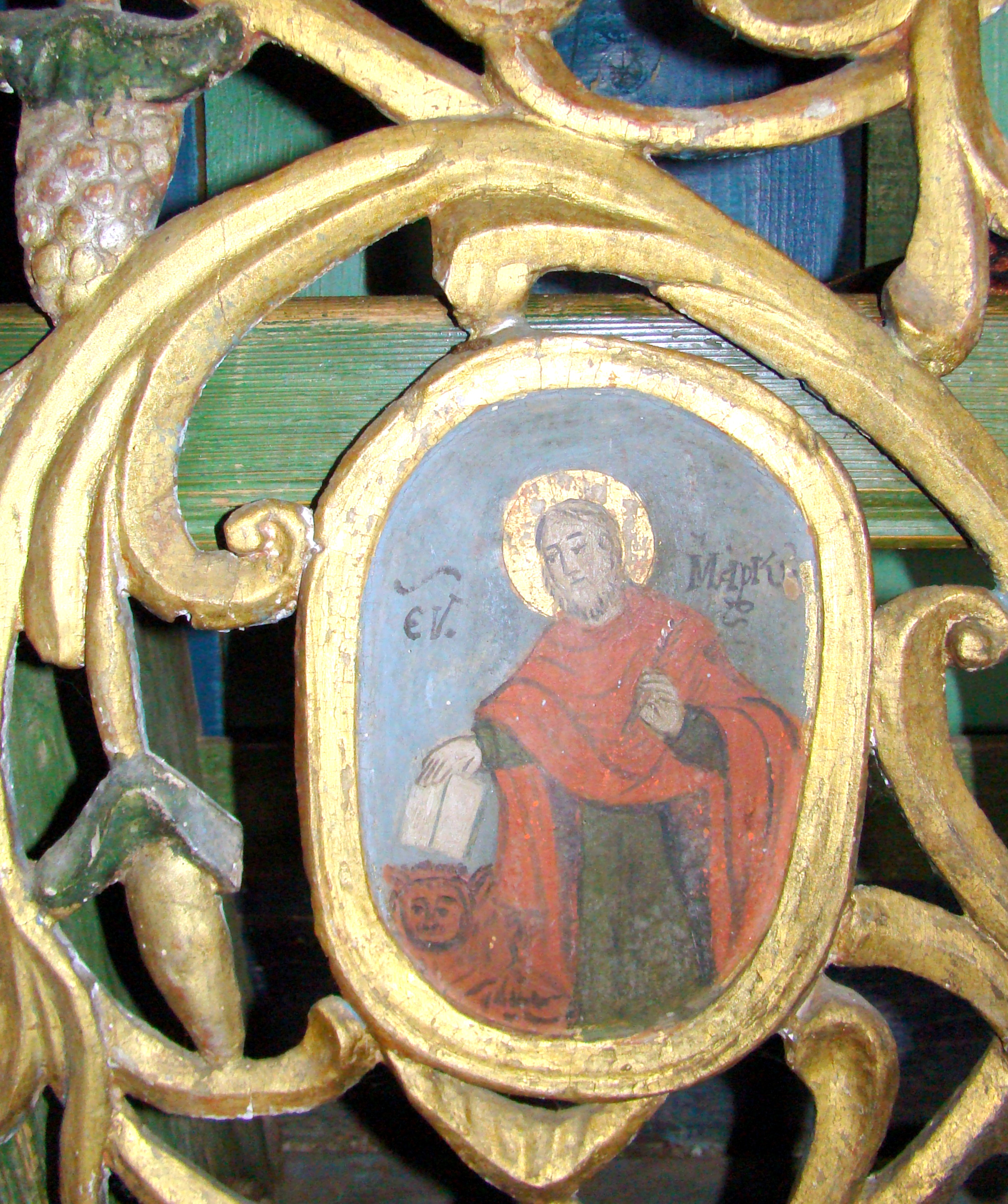
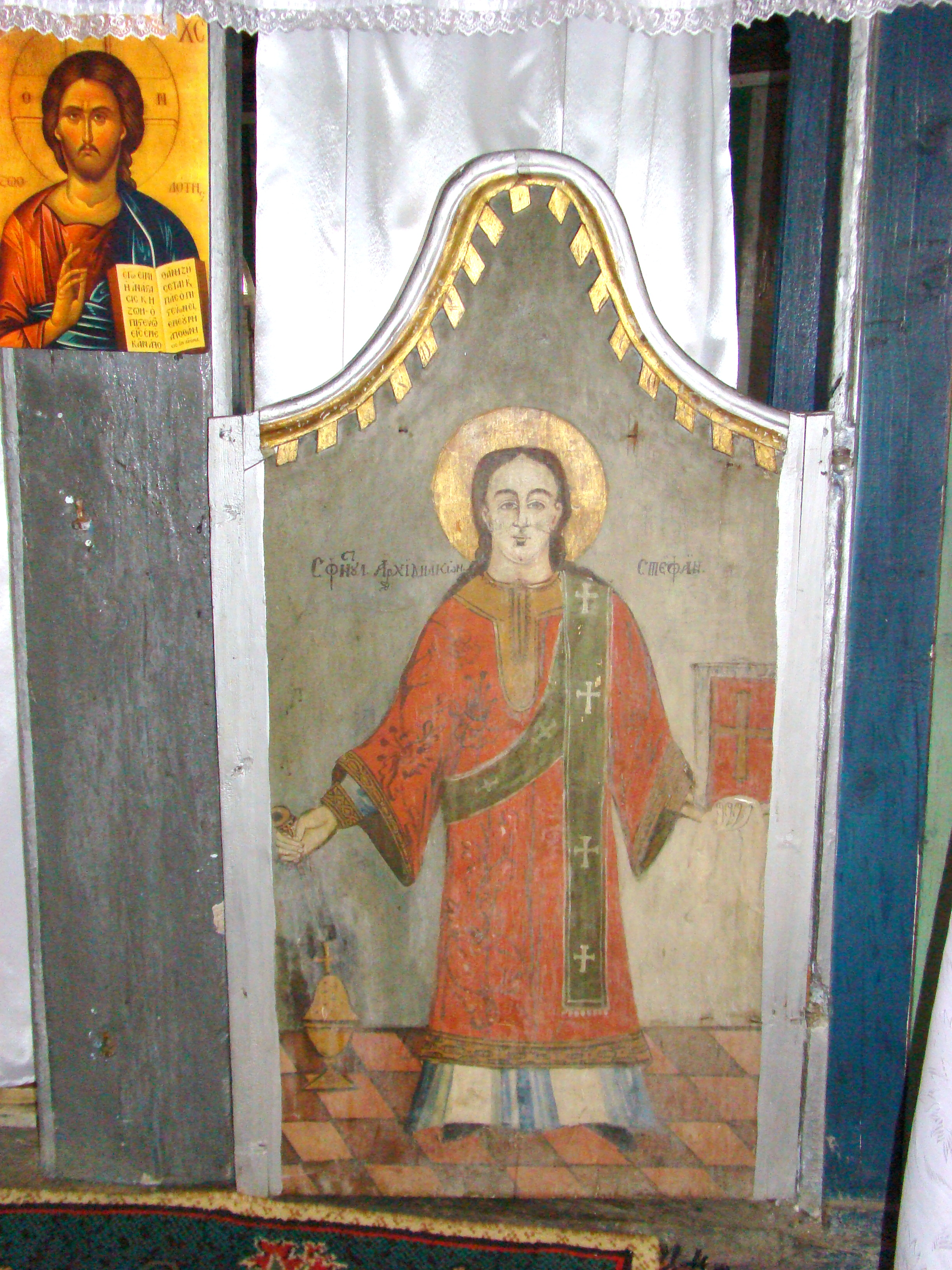
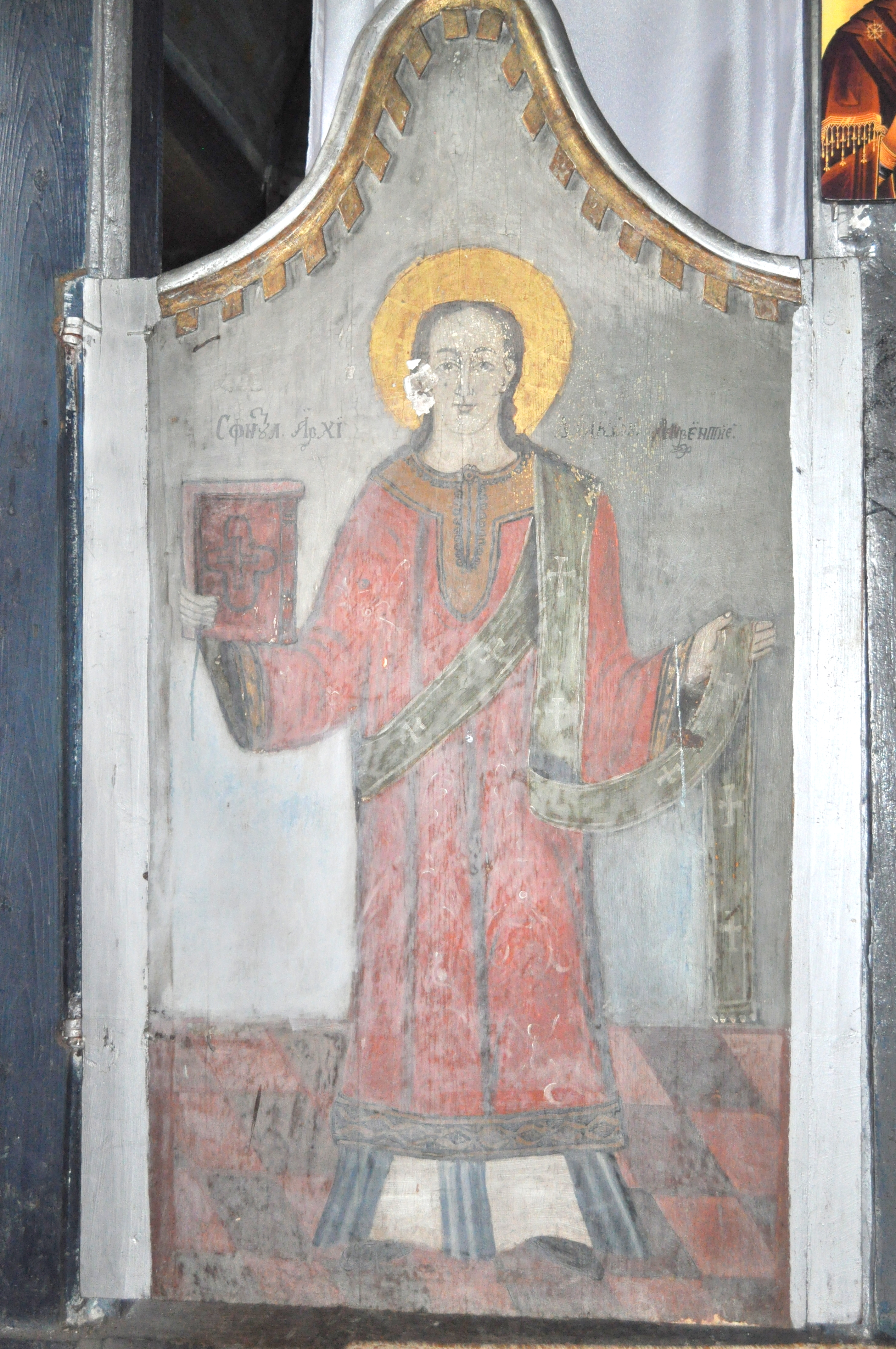
Sfântul Laurențiu
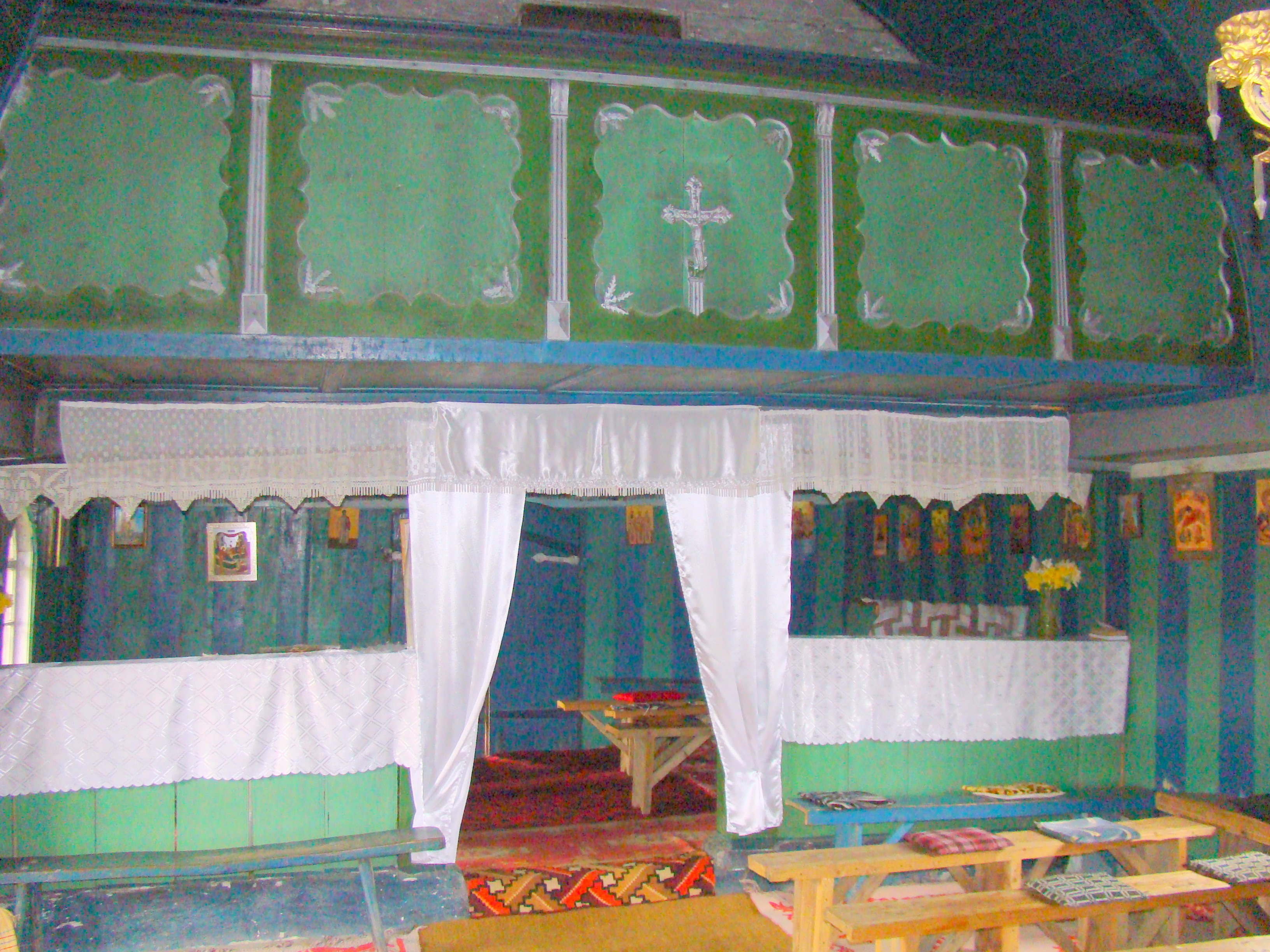
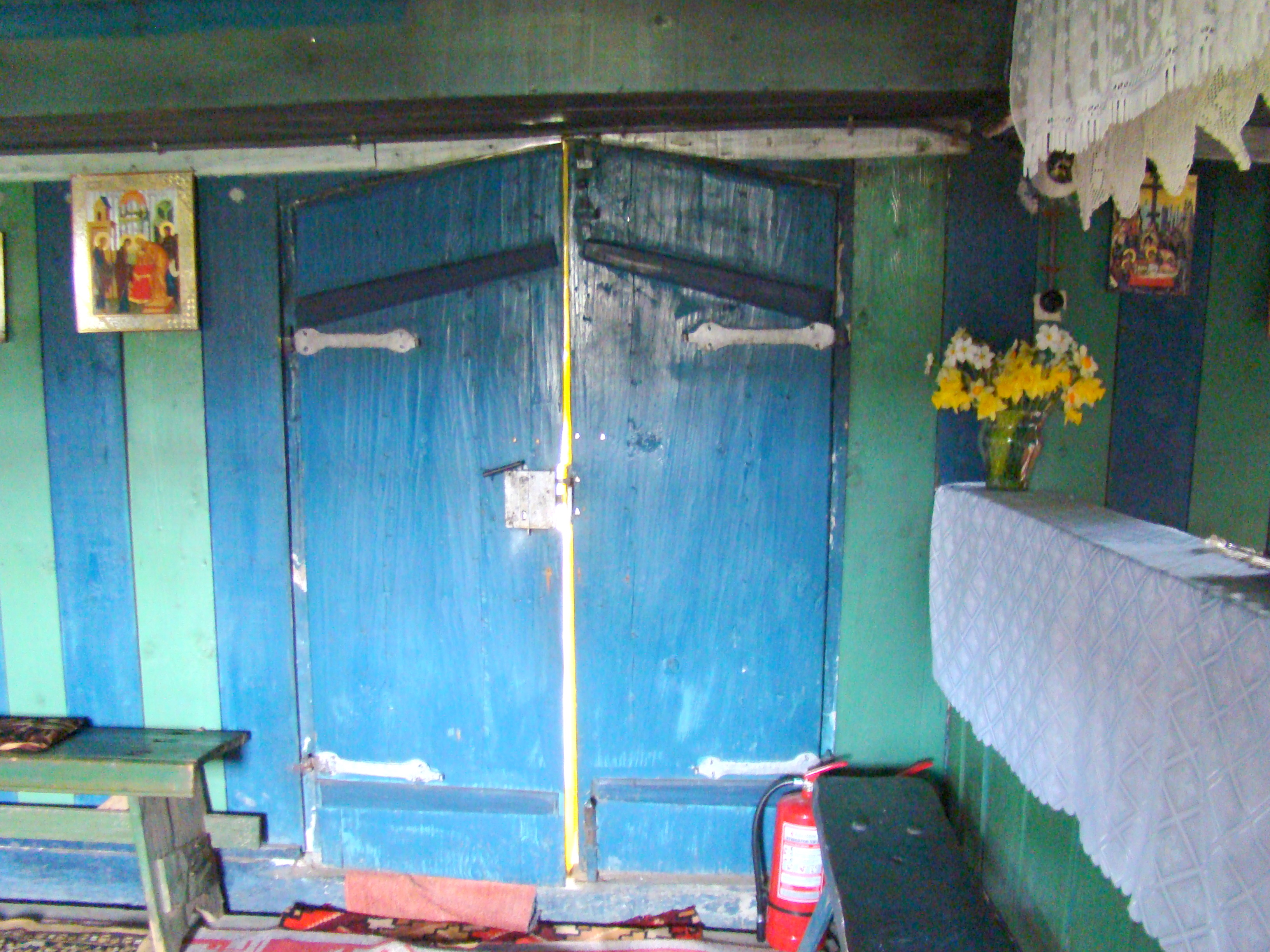